# Liste deutscher Museen nach Themen

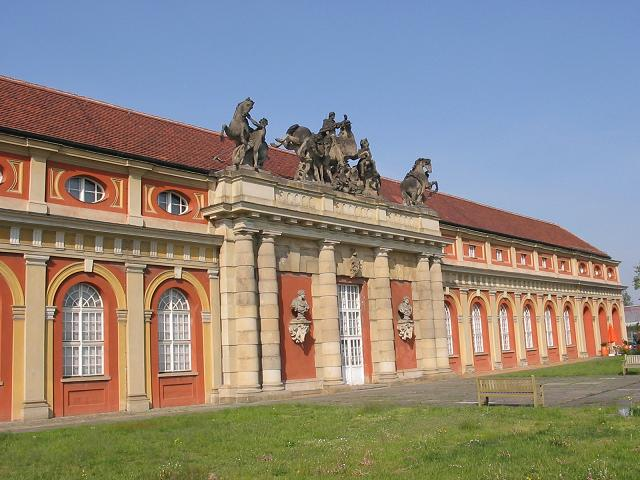
Filmmuseum in Potsdam

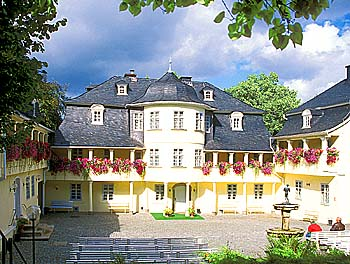
Musikinstrumenten-Museum in Markneukirchen

Diese Liste gibt einen Überblick über Museen in Deutschland.
Sie ist nach thematischen Schwerpunkten sortiert und erhebt keinen Anspruch auf Vollständigkeit.
Bei Museen ohne Blaulink sollte ein Einzelnachweis erbracht werden.
(Für die zunehmende Anzahl einer nur im Web präsentierten Form siehe Digitales Museum)

## Geschichte

### Archäologisches

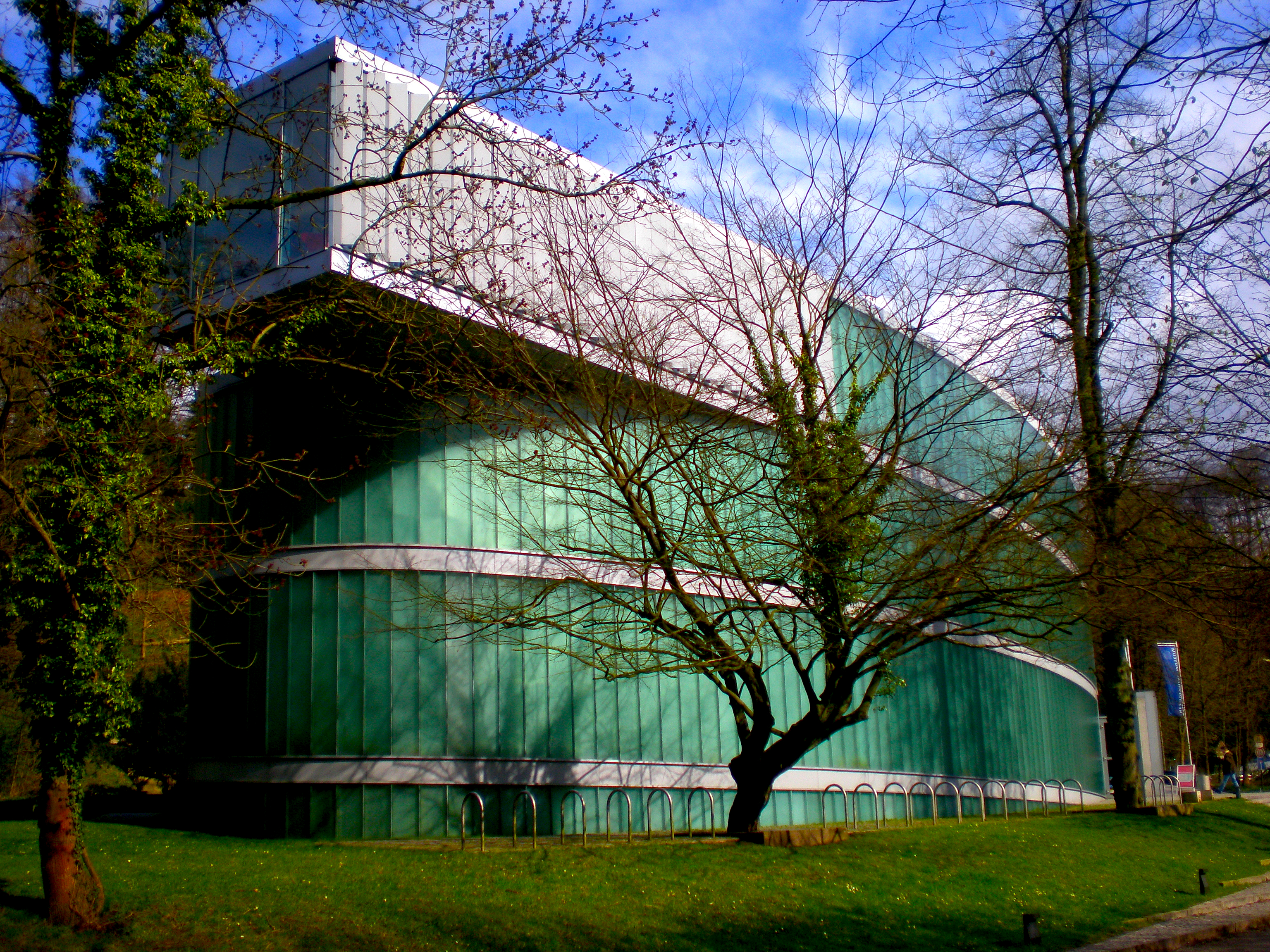
Neanderthal Museum in Mettmann

Siehe auch: Liste archäologischer Museen
- Altes Museum – Antikensammlung (Berlin)
- Antikenmuseum im Schnoor (Bremen)
- Archäologisches Freilichtmuseum Oerlinghausen (Oerlinghausen)
- Archäologisches Museum (Frankfurt am Main)
- Archäologisches Museum Hamburg (Hamburg-Harburg)
- Archäologisches Museum des Historischen Vereins für Oberfranken (Bayreuth)
- Geschichtspark Bärnau-Tachov (Bärnau)
- Landesmuseum für Vorgeschichte (Halle (Saale))
- Landesmuseum Natur und Mensch Oldenburg (Oldenburg)
- LWL-Museum für Archäologie, Westfälisches Landesmuseum (Herne)
- Monrepos – Archäologisches Forschungszentrum und Museum für menschliche Verhaltensevolution (Neuwied)
- Museum für Archäologie und Ökologie (Dithmarschen)
- Museum der Badekultur (Zülpich)
- Museum für Islamische Kunst (Berlin)
- Museum für Vor- und Frühgeschichte (Berlin)
- Pergamonmuseum (Berlin)
- Neanderthal Museum (Mettmann)
- Neues Museum (Berlin)
- Rheinisches Landesmuseum Trier (Trier)
- Robertinum – Archäologisches Museum der Martin-Luther-Universität Halle-Wittenberg (Halle (Saale))
- Römisches Museum Augsburg (Augsburg)
- Ruhr Museum (Essen)
- Slawenburg Raddusch (Archäologie in der Niederlausitz) (Vetschau/Spreewald)
- Staatliches Museum für Archäologie Chemnitz (Chemnitz)
- Ur- und frühgeschichtliche Sammlung der Universität Jena (Jena)
- Urweltmuseum Hauff (Holzmaden)
- Urweltmuseum – Oberfränkisches Erdgeschichtliches Museum (Bayreuth)
- Fundreich Thalmässing (Thalmässing)

### National
- AlliiertenMuseum (Berlin)

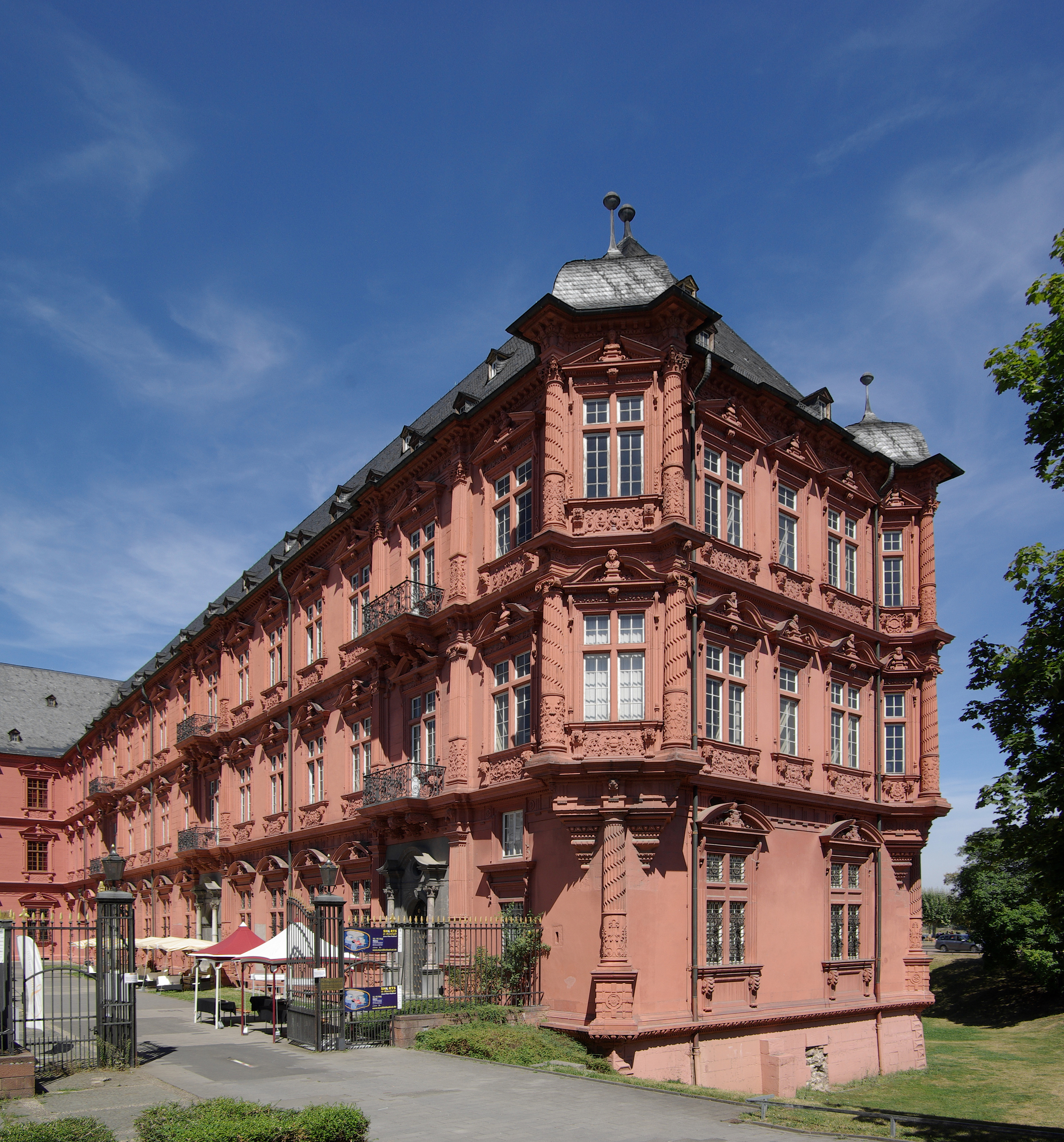
Das Kurfürstliches Schloss Mainz mit dem römisch-germanischen Zentralmuseum

- DDR-Museum, Grenzmuseum, Stasi-Museum (mehrere)
- Deutschlandmuseum (Berlin)
- Deutsches Spionagemuseum (Berlin)
- Museum Berlin-Karlshorst (Berlin)
- Dokumentationsstätte Regierungsbunker (Bad Neuenahr-Ahrweiler)
- Friedrich-Ebert-Haus (Heidelberg und Bielefeld)
- Germanisches Nationalmuseum (Nürnberg)
- Haus der Geschichte (Bonn)
- Haus der Weimarer Republik (Weimar)
- Jüdisches Museum Berlin (Berlin)
- Kunst- und Ausstellungshalle der Bundesrepublik Deutschland (Bonn)
- Römisch-Germanisches Zentralmuseum (Mainz)
- Römisch-Germanisches Museum (Köln)
- Römisches Museum Augsburg (Augsburg)
- Stiftung Deutsches Historisches Museum (Berlin)
- Theodor-Heuss-Haus (Stuttgart)

## Lokale Museen

### Regional
Siehe auch: Liste der Landesmuseen
- Abwasser- und Sielmuseum (Hamburg)
- Alamannenmuseum Ellwangen (Ellwangen)
- Alamannenmuseum Weingarten (Weingarten)
- Badisches Landesmuseum (Karlsruhe)
- Bayerisches Nationalmuseum (München)
- Eifelmuseum Blankenheim (Blankenheim (Ahr))
- Egerland-Kulturhaus (Marktredwitz)
- Erinnerungsort BADEHAUS (Wolfratshausen)
- Fichtelgebirgsmuseum (Wunsiedel)
- Haus der Bayerischen Geschichte (Augsburg)
- Haus der Brandenburgisch-Preußischen Geschichte (Potsdam)
- Haus der Geschichte Baden-Württemberg (Stuttgart)
- Hessisches Landesmuseum Darmstadt (Darmstadt)
- Historisches Museum (Bremerhaven)
- Historisches Museum am Hohen Ufer (Hannover)
- Historisches Museum der Pfalz (Speyer)
- Historisches Museum Saar (Saarbrücken)
- Museum der Stadt Worms (Worms)
- Küstenmuseum (Wilhelmshaven)
- Landesmuseum in Schloss Gottorf (Schleswig)
- Landschaftsmuseum Westerwald (Hachenburg)
- LWL-Römermuseum Haltern am See (Haltern am See)
- Niedersächsisches Landesmuseum für Kunst und Kulturgeschichte (Oldenburg)
- Märkisches Museum (Berlin)
- Museum für Franken (Würzburg)
- SiegfriedMuseum (Xanten)
- Museum für Sächsische Volkskunst (Dresden)
- Museum für Thüringer Volkskunde (Erfurt)
- Museum Schloss Fechenbach (Dieburg)
- Museum Zitadelle (Jülich)
- Niedersächsisches Landesmuseum (Hannover)
- Ostfriesisches Landesmuseum Emden (Emden)
- Pommersches Landesmuseum (Greifswald)
- Rheinisches Landesmuseum Bonn (Bonn)
- Rheinisches Landesmuseum Trier (Trier)
- Römerhalle (Bad Kreuznach)
- Römisches Museum Augsburg (Augsburg)
- Ruhr Museum (Essen)

Deutsches Genossenschaftsmuseum in Delitzsch

- Schulze-Delitzsch-Haus – Deutsches Genossenschaftsmuseum (Delitzsch)
- Schützen- und Heimatmuseum Aldenhoven (Aldenhoven)
- Schwedenspeicher-Museum (Stade)
- Speicherstadtmuseum (Geschichte der Speicherstadt und des Hafens, Hamburg)
- Sperrmauer Museum Edersee (Hemfurth)
- Stiftlandmuseum (Waldsassen)
- Vogtlandmuseum Plauen (Plauen)
- Volkskundemuseum in Schönberg (Schönberg)
- Vonderau Museum (Fulda)
- Wetterau-Museum (Friedberg)

### Städtische und Heimatmuseen
Siehe auch: Stadtmuseum und Liste von Heimatmuseen und Heimatstuben
- Averbecks Speicher (Bad Iburg)

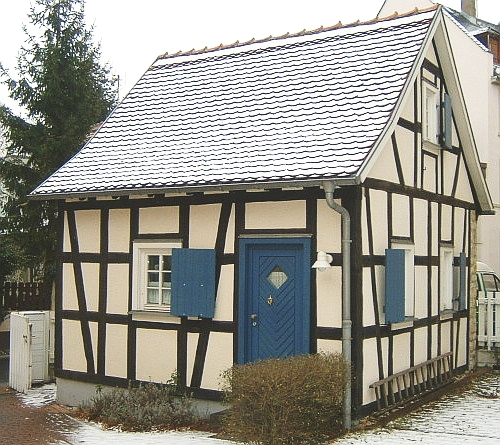
Das winzige Bernemer Museumslädchen in Frankfurt-Bornheim

- Berlin Museum (ehemaliges Museum in Berlin, bis 1995)
- Bomann-Museum (Celle)
- Bernemer Museumslädchen (Frankfurt-Bornheim)
- Braith-Mali-Museum (Biberach an der Riß)
- Braunschweigisches Landesmuseum (Braunschweig)
- Bremer Geschichtenhaus im Schnoor (Bremen)
- Brückenhofmuseum (Königswinter-Oberdollendorf)
- Bürsten- und Heimatmuseum Schönheide (Schönheide im Erzgebirge)
- Couven-Museum (Aachen)
- Daniel-Pöppelmann-Haus (Herford)
- Felsenmeermuseum (Hemer)
- Focke-Museum (Bremen)
- Franziskanermuseum Villingen-Schwenningen (Villingen-Schwenningen)
- Fuggereimuseum (Augsburg)
- Geschichtswerkstatt Zülpich (Zülpich)
- Gräfrath-Museum im Deutschen Klingenmuseum (Solingen)
- Hafenmuseum im Speicher XI (Bremen, Überseestadt)
- Heimatmuseum Ahlem (Hannover)
- Heimatmuseum Freudenthal/Altvater (Memmingen)
- Heimatmuseum Halver (Halver)
- Heimatmuseum Haus Horn (Niederzier)
- Heimatmuseum Kornburg (Nürnberg)
- Heimatmuseum Leer, Leer (Ostfriesland)
- Heimatmuseum Linnich, Linnich
- Heimatmuseum Löhne, (Löhne)
- Heimatmuseum Merzenich, Merzenich
- Heimatmuseum Neunhof, (Nürnberg)
- Heimatmuseum Niemes-Prachatitz (Ingolstadt)
- Heimatmuseum Nienhagen, (Nienhagen)
- Heimatmuseum Seelze, (Seelze)
- Heimatmuseum für Stadt und Landkreis Neudek (Augsburg)
- Heimatmuseum Wennigsen (Wennigsen)
- Heimatstube Beselich-Obertiefenbach (Beselich)[1]
- Heimat- und Handwerksmuseum Dürwiß (Eschweiler)
- Heimat- und Uhrenmuseum Schwenningen (Villingen-Schwenningen)
- Historisches Museum Frankfurt (Frankfurt am Main)
- Historisches Museum Hannover (Hannover)
- Historisches Zentrum (Remscheid)
- Jägerndorfer Heimatstube und Heimatarchiv (Ansbach)
- Jüdisches Museum Frankfurt (Frankfurt am Main)
- Kölnisches Stadtmuseum (Köln)
- Leopold-Hoesch-Museum (Düren)
- Lobdengau-Museum (Ladenburg)
- Maschinen- und Heimatmuseum Eslohe (Eslohe)
- Mauermuseum Haus am Checkpoint Charlie (Berlin)
- Münchner Stadtmuseum (München)
- Museum der Stadt Borna (Borna)
- Museum der Stadt Füssen (Füssen)
- Museum der Stadt Lennestadt (Lennestadt)
- Museum für Bäuerliche Handwerks- und Gewerbegeschichte, Landschafts- und Kulturentwicklung (Eversberg)
- Museum für Hamburgische Geschichte (Hamburg)
- Museum Soltau (Soltau)
- Museum Starnberger See (Starnberg)
- Museum Schloss Holdenstedt – Heimatmuseum Uelzen (Uelzen)
- Museum Villa Stahmer (Georgsmarienhütte)
- Kügelgenhaus – Museum der Dresdner Romantik (Dresden)
- Maximilianmuseum (Augsburg)
- Oberhauser Museumsstüble (Augsburg)
- Ortsgeschichtliches Museum Inden (Inden (Rheinland))
- Pfefferminzmuseum (Eichenau)
- Reichenberger Heimatstube mit Archiv und Bücherei (Augsburg)
- Reiss-Engelhorn-Museen (Mannheim)
- Rheinmuseum Emmerich (Emmerich am Rhein)
- Römermuseum Obernburg (Obernburg am Main)
- Schieferbergbau- und Heimatmuseum Holthausen (Holthausen)
- Schorfheidemuseum im Jagdschloss Groß Schönebeck (Groß Schönebeck)
- Stadtgeschichtliches Heimatmuseum (Uetersen)
- Stadt- und Industriemuseum (Wetzlar)
- Stadt- und Industriemuseum Rüsselsheim (Rüsselsheim)
- Stadtgeschichtliches Museum Leipzig (Leipzig)
- Stadtgeschichtliches Museum Lübeck (Lübeck)
- Stadtgeschichtsmuseum (Schwerin)
- Stadtmuseum Bergkamen (Bergkamen)
- Stadtmuseum Borken (Borken)
- Stadtmuseum Brilon (Brilon)
- Stadtmuseum Dresden (Dresden)
- Stadtmuseum Landeshauptstadt Düsseldorf (Düsseldorf)
- Stadtmuseum Erfurt (Erfurt)
- Stadtmuseum Euskirchen (Euskirchen)
- Stadtmuseum Fembohaus (Nürnberg)
- Stadtmuseum Fürth (Fürth)
- Stadtmuseum Gütersloh (Gütersloh)
- Stadtmuseum Hadamar (Hadamar)[2]
- Stadtmuseum im Knochenhaueramtshaus (Hildesheim)
- Stadtmuseum Ingolstadt (Ingolstadt)
- Stadtmuseum Iserlohn (Iserlohn)
- Stadtmuseum Göhre (Jena)
- Stadtmuseum Karlsruhe (Karlsruhe)
- Stadtmuseum Münster (Münster)
- Oberhausmuseum (Passau)
- Stadtmuseum Siegburg (Siegburg)
- Stadtmuseum Simeonstift Trier (Trier)
- Heimatmuseum Warnemünde (Rostock)
- Stadtmuseum Werdohl (Werdohl)
- Städtisches Museum Zirndorf (Zirndorf)
- Stolper Heimatstube im Rathaus Beuel sowie Stolper Heimatstube und Archiv in Auerberg (Bonn)
- Sudetendeutsches Museum
- Troppauer Heimatstube (Bamberg)
- Villa Irmgard (Heringsdorf)
- Wilhelm-Fabry-Museum (Hilden)
- Zuckmantler Heimatstube (Bietigheim-Bissingen)

## Kulturgeschichte,EthnologieundVolkskunde

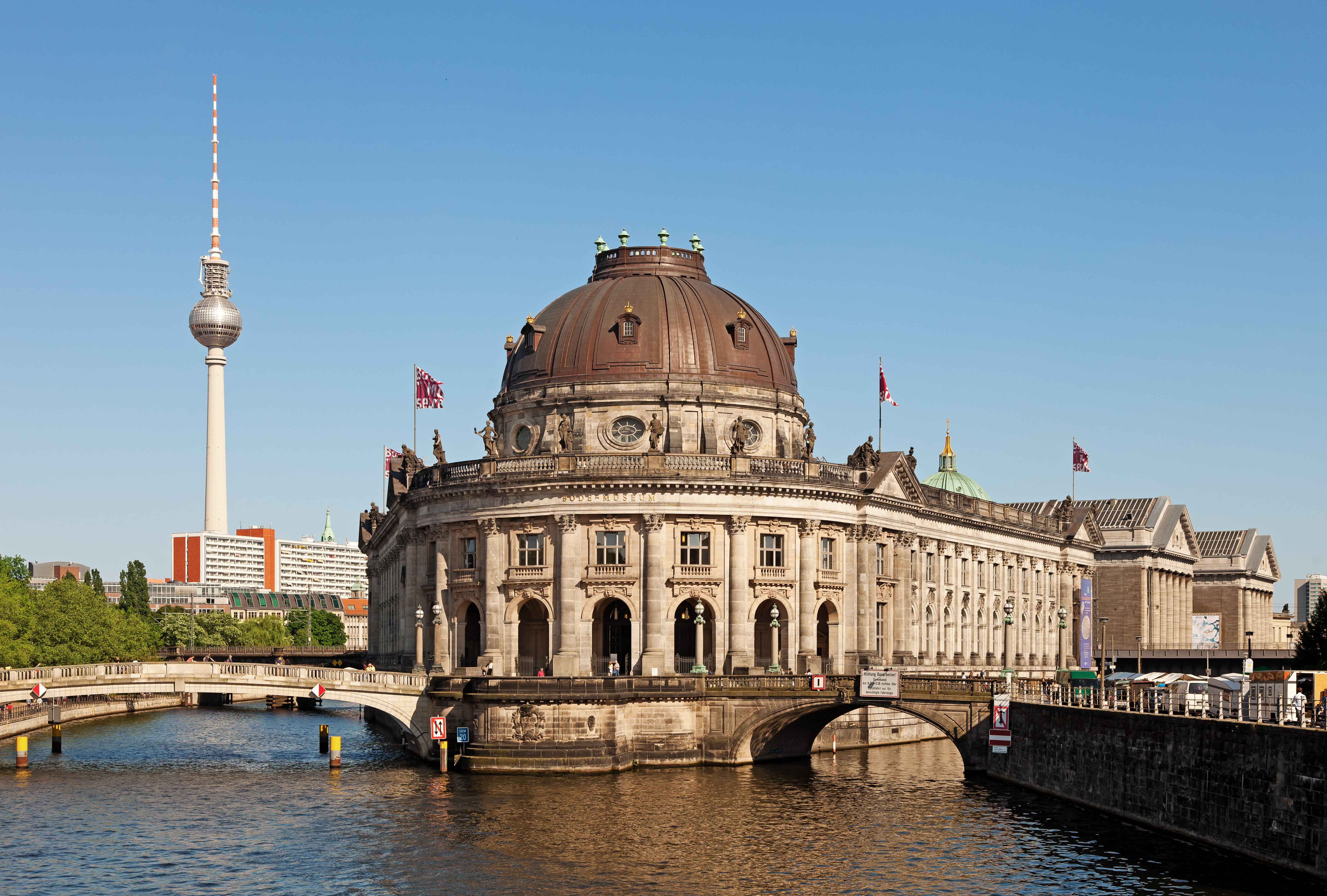
Das Bode-Museum in Berlin

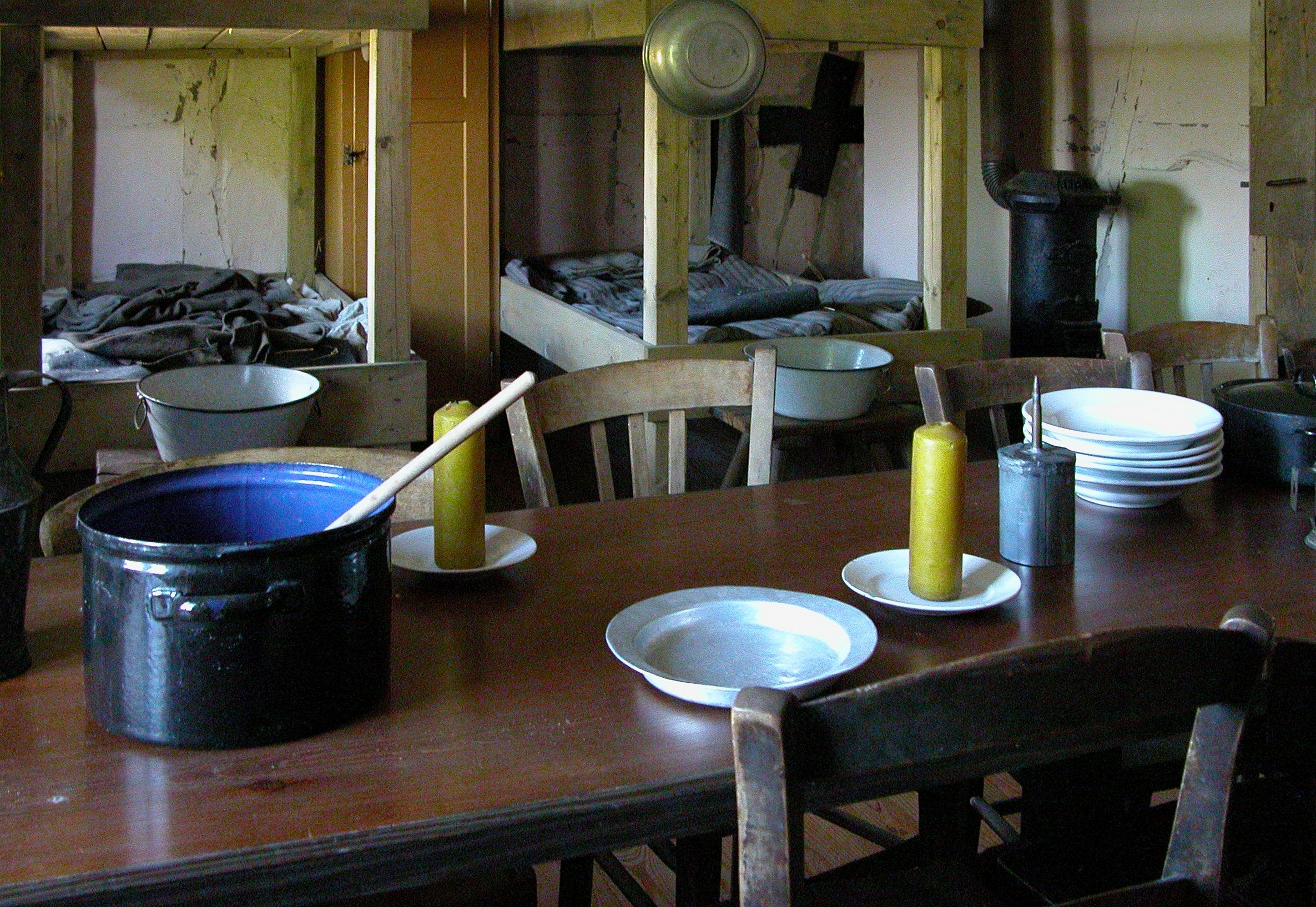
Volkskunde- und Freilichtmuseum Roscheider Hof, Schlafraum für französische Kriegsgefangene

Siehe auch: Liste von Volkskundemuseen, Liste von Museen für Völkerkunde und Liste von Freilichtmuseen
- Afghanisches Museum (Hamburg)
- Ägyptisches Museum Berlin (Berlin)
- Ägyptisches Museum Bonn (Bonn)
- Ägyptisches Museum der Universität Leipzig (Leipzig)
- Badisches Schulmuseum Karlsruhe (Karlsruhe)
- Bauhaus-Archiv (Berlin)
- Bauhaus-Museum (Weimar)
- Bode-Museum (Berlin)
- Deutsches Zinnfigurenmuseum auf der Plassenburg (Kulmbach)
- Ethnologisches Museum (Berlin)
- Kulturhistorisches Museum Schloss Merseburg
- Freilichtmuseum am Kiekeberg (Rosengarten)
- Kulturhistorisches Museum Stralsund
- Linden-Museum – Staatl. Museum für Völkerkunde (Stuttgart)
- Museum am Rothenbaum – Kulturen und Künste der Welt (MARKK) (Hamburg)
- Museum August Kestner (Hannover)
- Museum Europäischer Kulturen MEK (Berlin)
- Museum für Sepulkralkultur (Kassel)
- Museum für Sächsische Volkskunst (Dresden)
- Museum für Thüringer Volkskunde (Erfurt)
- Museum für Asiatische Kunst (Berlin)
- Museum Oberschönenfeld (Gessertshausen)
- Museum für Ostasiatische Kunst (Köln)
- Museum für Völkerkunde Dresden (Dresden)
- Museum für Völkerkunde zu Leipzig (Leipzig)
- Rautenstrauch-Joest-Museum (Kultur und Kunst außereuropäischer Völker) (Köln)
- Roemer- und Pelizaeus-Museum Hildesheim (Hildesheim)
- Schloss Friedrichsfelde (Berlin)
- Städtisches Schulmuseum Lohr am Main in Sendelbach
- Schulmuseum Worms (Worms)
- Volkskunde- und Freilichtmuseum Roscheider Hof (u. a. Zinnfiguren, Spielzeug aus aller Welt) (Konz)
- Weihnachtshaus Husum (Husum)
- Weltkulturen Museum (Frankfurt am Main)
- Westfälisches Schulmuseum (Dortmund)

### Badekultur
- BikiniARTmuseum (Bad Rappenau)
- Historische Kuranlagen Bad Rehburg mit Museum (Bad Rehburg)
- Kneippmuseum (Bad Wörishofen)
- Kneipp-Museum (Bad Endbach)
- Kur-Stadt-Apotheken-Museum (Bad Schwalbach)
- Kur- und Stadtmuseum (Bad Lausick)
- Museum Bad Ems (Bad Ems)
- Museum der Badekultur (Zülpich)
- Museum Nordseeheilbad (Norderney)
- Obere Saline mit Bismarck-Museum (Bad Kissingen)
- Oberrheinisches Bäder- und Heimatmuseum (Bad Bellingen)
- Quellenmuseum (Bad Wildungen)
- Römische Badruinen Baden-Baden (Baden-Baden)
- Römisches Museum für Kur- und Badewesen (Neustadt-Bad Gögging)
- Sächsisches Bademuseum (Bad Elster)
- Stadtmuseum Baden-Baden (Baden-Baden)

### Fastnacht / Karneval
- Deutsches Fastnachtmuseum (Kitzingen)
- Dürener Karnevalsmuseum (Düren-Lendersdorf)
- Freiburger Fasnet-Museum (Freiburg im Breisgau)
- Fastnachtsmuseum Narrenburg (Hettingen)
- Fastnachtsmuseum Narrenschopf (Bad Dürrheim)
- Fastnachtsmuseum Schloss Langenstein (Eigeltingen)
- Internationales Maskenmuseum (Diedorf)
- Kölner Karnevalsmuseum (Köln)
- Mainzer Fastnachtsmuseum (Mainz)
- Schlossnarrenstuben (Bonndorf im Schwarzwald)
- Westfälisches Karnevalsmuseum (Menden (Sauerland))

### Fischerei
- Fischerei-Bruderschaft zu Bergheim an der Sieg (Troisdorf)
- Heringsfängermuseum Heimsen (Petershagen)
- Mönchguter Küstenfischermuseum (Baabe)
- Oberpfälzer Fischereimuseum (Tirschenreuth)
- Windstärke 10 – Wrack- und Fischereimuseum Cuxhaven
- Fischereimuseum Hiddensee (Insel Hiddensee)

Siehe auch: Liste von Fischereimuseen

### Gießkannen
- Gießkannenmuseum (Gießen)

### Jagd
- Deutsches Jagd- und Fischereimuseum (München)
- Museum Jagdschloss Kranichstein (Darmstadt)
- Rehmuseum (Berchtesgaden)

Siehe auch: Liste von Jagdmuseen

### Justiz, Polizei und Zoll
- Ausstellung „Eins-Eins-Null“ im Polizeipräsidium Dortmund (Dortmund)
- Bayerisches Polizeimuseum (Ingolstadt)
- Deutsches Polizeimuseum (Salzkotten)
- Deutsches Zollmuseum (Hamburg)
- Gedenkstätte Münchner Platz (Dresden)
- Gerichtsmuseum Bad Fredeburg (Schmallenberg)
- Henkerhaus Nürnberg (Nürnberg)
- Kriminalgeschichtliche Sammlung des K 314 (München)
- Kriminalmuseum Frankfurt (Frankfurt am Main)
- Kriminalmuseum Fürth (Fürth)
- Memorium Nürnberger Prozesse (Nürnberg)
- Museum des Bayerischen Landeskriminalamtes (München)[3]
- Polizeihistorische Sammlung (Dauerausstellung) (Berlin)[4]
- Reichskammergerichtsmuseum (Wetzlar)
- Sächsisches Strafvollzugsmuseum (Waldheim)[5]

Siehe auch:
- Liste von Kriminalmuseen

### Leder
- Alte Gerberei (Ohrdruf)
- Deutsches Ledermuseum (Offenbach am Main)
- Deutsches Schuhmuseum Hauenstein (Hauenstein (Pfalz))
- Gerbereimuseum Calw (Calw)[6]
- Gerbereimuseum Enger (Enger)
- Gerbermuseum zur Löhmüle (Frickingen)[7]
- Historische Lohmühle (Wittislingen)[8]
- Historisches Schuhmuseum Pflanz (Landsberg am Lech)
- Leder- und Gerbermuseum (Mülheim an der Ruhr)
- Lohgerbermuseum (Dippoldiswalde)[9]
- Lohgerberei Bremer im Niederrheinischen Freilichtmuseum (Grefrath)
- Technisches Schaudenkmal Lohgerberei (Weida)[10]
- Museum für Gerberei- und Stadtgeschichte (Hirschberg)[11]
- Museum unterm Trifels mit Gerbereiwerkstatt (Annweiler)
- Schuhmuseum Weißenfels (Weißenfels)[12]
- Schüttesägemuseum (Schiltach)
- Weißgerbermuseum (Doberlug-Kirchhain)

### Mode
- Deutsches Knopfmuseum (Bärnau, Oberpfalz)
- Deutsches Ledermuseum (Offenbach/Main)
- Deutsches Schuhmuseum (Hauenstein (Pfalz))
- Historisches Schuhmuseum Pflanz (Landsberg am Lech)
- Hutmuseum Nürnberg (Nürnberg)
- Modemuseum Schloss Ludwigsburg, (Baden-Württemberg)
- Modemuseum Schloss Meyenburg (Brandenburg)
- Schwarzwälder Trachtenmuseum (Haslach im Kinzigtal)
- Staatliches Textil- und Industriemuseum (Augsburg)

Siehe auch: Liste von Textilmuseen

### Postwesen

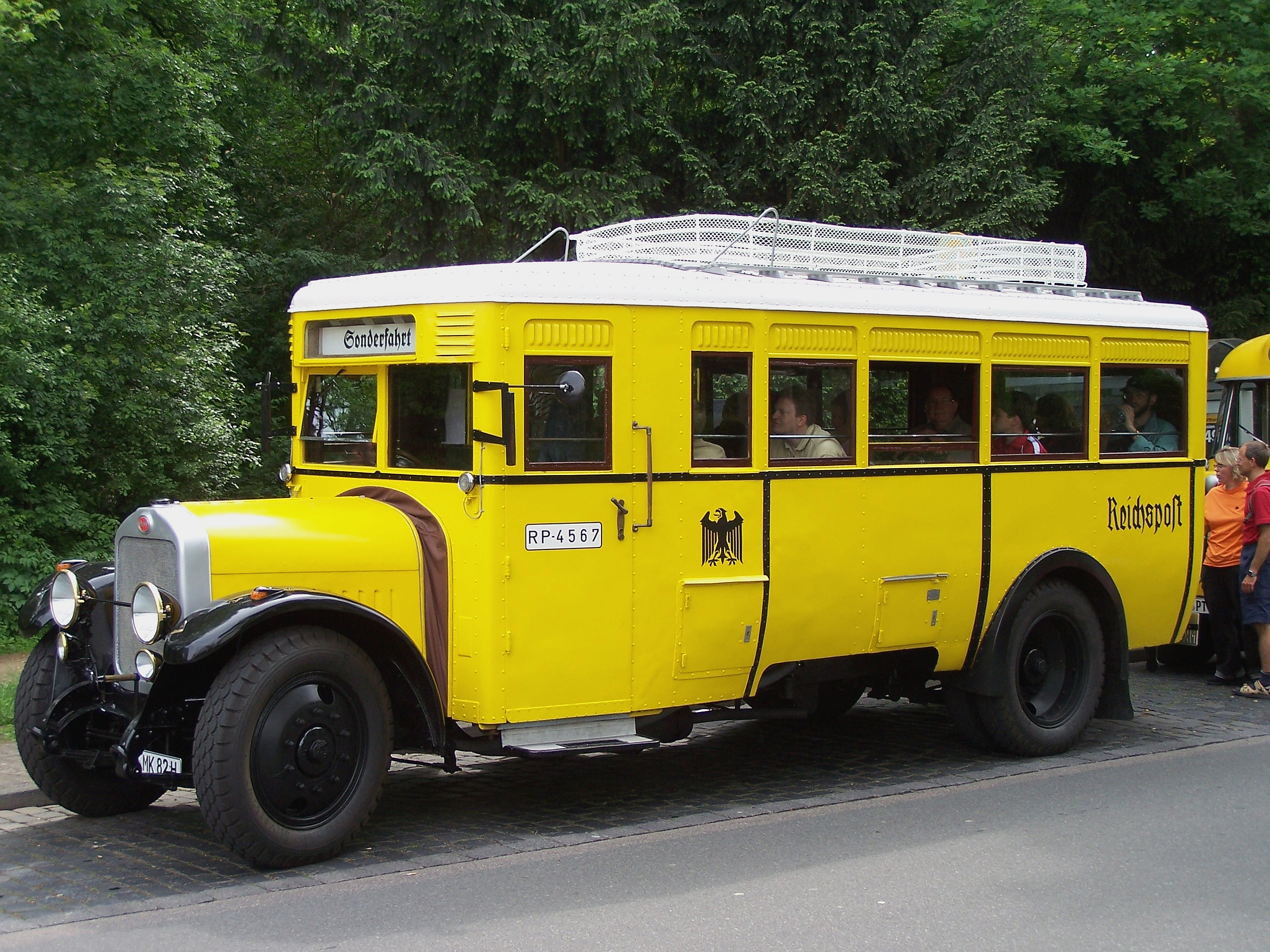
Historischer Postbus von DAAG des Museums für Kommunikation in Frankfurt am Main aus dem Jahr 1925

- Iserlohner Museum für Handwerk und Postgeschichte (Iserlohn)
- Museumsstiftung Post und Telekommunikation
  - Archiv für Philatelie (Bonn)
  - Museum für Kommunikation – Stiftung mit drei Standorten (Berlin, Frankfurt am Main und Nürnberg)
- Postmuseum Rheinhessen (Erbes-Büdesheim)

Siehe auch: Postmuseum

### Trachten
- Museum für Europäische Volkstrachten (Wegberg-Beeck)
- Schwarzwälder Trachtenmuseum (Haslach im Kinzigtal)
- Trachtenmuseum (Ochsenfurt)
- Württembergisches Trachtenmuseum (Pfullingen)

## Religion und sakrale Kunst

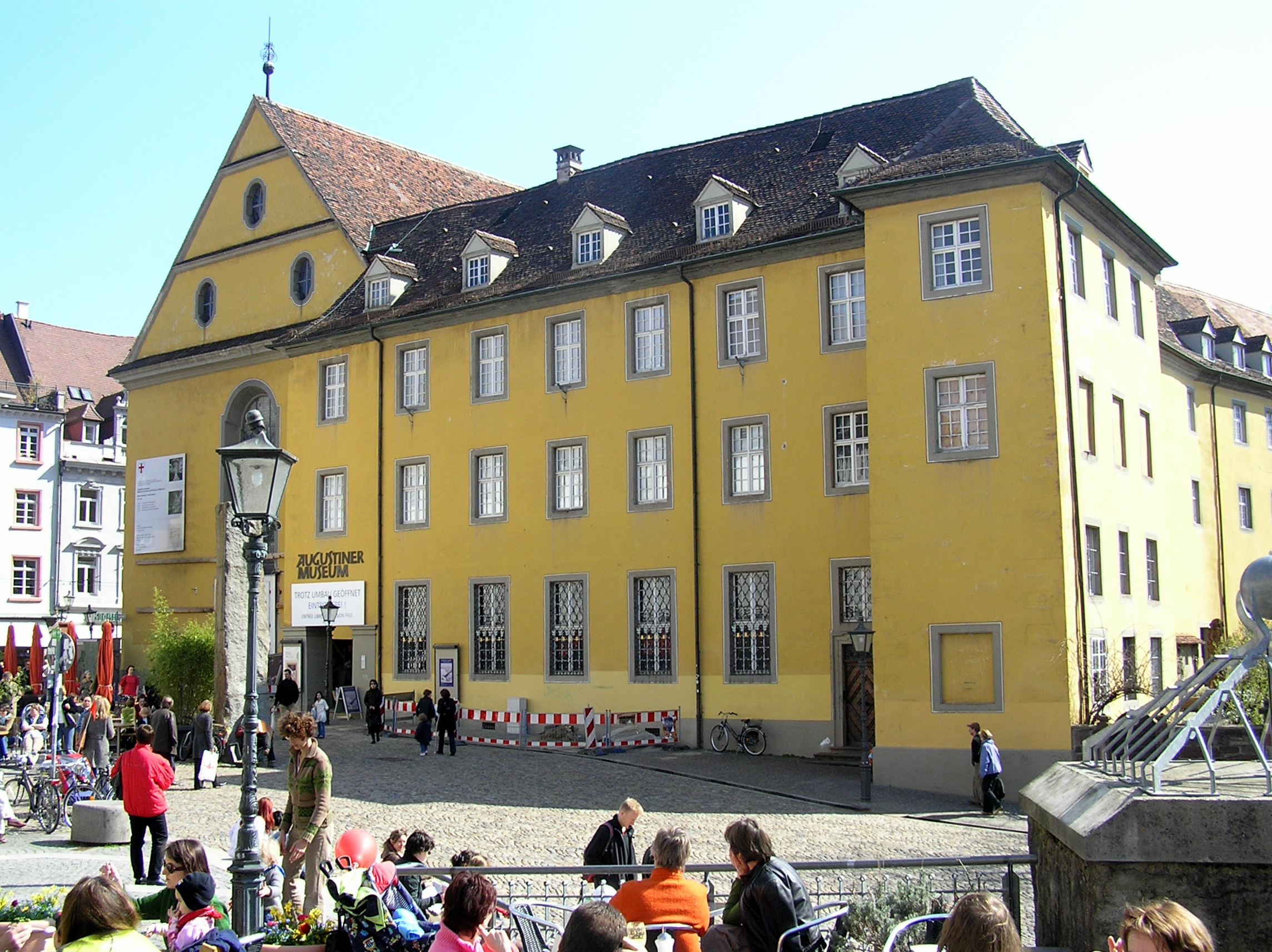
Augustinermuseum in Freiburg im Breisgau

- Augustinermuseum (Freiburg im Breisgau)
- Bibelhaus Erlebnismuseum (Frankfurt am Main)
- Bibelmuseum der Universität (Münster)
- Bibelmuseum Bayern (Nürnberg)
- Buddha-Museum Traben-Trarbach (Traben-Trarbach)
- Deutschordensmuseum (Bad Mergentheim)
- Diözesanmuseum St. Afra (Augsburg)
- Diözesanmuseum Bamberg (Bamberg)
- Diözesanmuseum Eichstätt mit Domschatz (Eichstätt)
- Diözesanmuseum Freising (Freising)
- Erzbischöfliches Diözesanmuseum und Domschatzkammer Paderborn (Paderborn)
- Dommuseum Frankfurt (Frankfurt am Main)
- Dommuseum Hildesheim (Hildesheim)
- Dom- und Diözesanmuseum (Mainz) (Mainz)
- Friedhofsmuseum Hannover
- Heiltumskammer in der Basilika St. Ulrich und Afra (Augsburg)
- Jüdisches Kulturmuseum (Augsburg)
- Jüdisches Museum Berlin (Berlin)
- Jüdisches Museum Franken (Fürth)
- Jüdisches Museum Frankfurt (Frankfurt am Main)
- Jüdisches Museum Westfalen (Dorsten)
- Judaica-Museum Worms (Worms)
- Klostermuseum Ochsenhausen (Ochsenhausen)
- Lutherstiege (Augsburg)
- Museum am Dom (Würzburg)
- Museum am Dom Trier (Trier)
- Museumsquartier St. Annen (Lübeck)
- Pfälzisches Bibelmuseum (Neustadt an der Weinstraße)

### Ikonen
- Ikonen-Museum (Recklinghausen)
- Ikonen-Museum (Frankfurt am Main)

### Schatzkammern
- Augustinermuseum (Freiburg im Breisgau)
- Domschatz- und Diözesanmuseum (Osnabrück)
- Erzbischöfliches Diözesanmuseum und Domschatzkammer (Paderborn)
- Essener Domschatz (Essen)
- Portal zur Geschichte (Stift Gandersheim)
- Domschatz im Halberstädter Dom (Halberstadt)
- Grünes Gewölbe (Dresden)
- Heiltumskammer in der Basika St. Ulrich und Afra (Augsburg)
- Schatzkammer des Aachener Doms (Aachen)
- Schatzkammer St. Ludgerus (Essen-Werden)
- Schatzkammer des Kölner Doms (Köln)
- Schatzkammer von St. Ursula (Köln)
- Schatzkammer der Münchner Residenz (München)
- Trierer Domschatz (Trier)

## Kunst
- Alte Nationalgalerie (Berlin)
- Alte Pinakothek (München)
- Angermuseum (Erfurt)

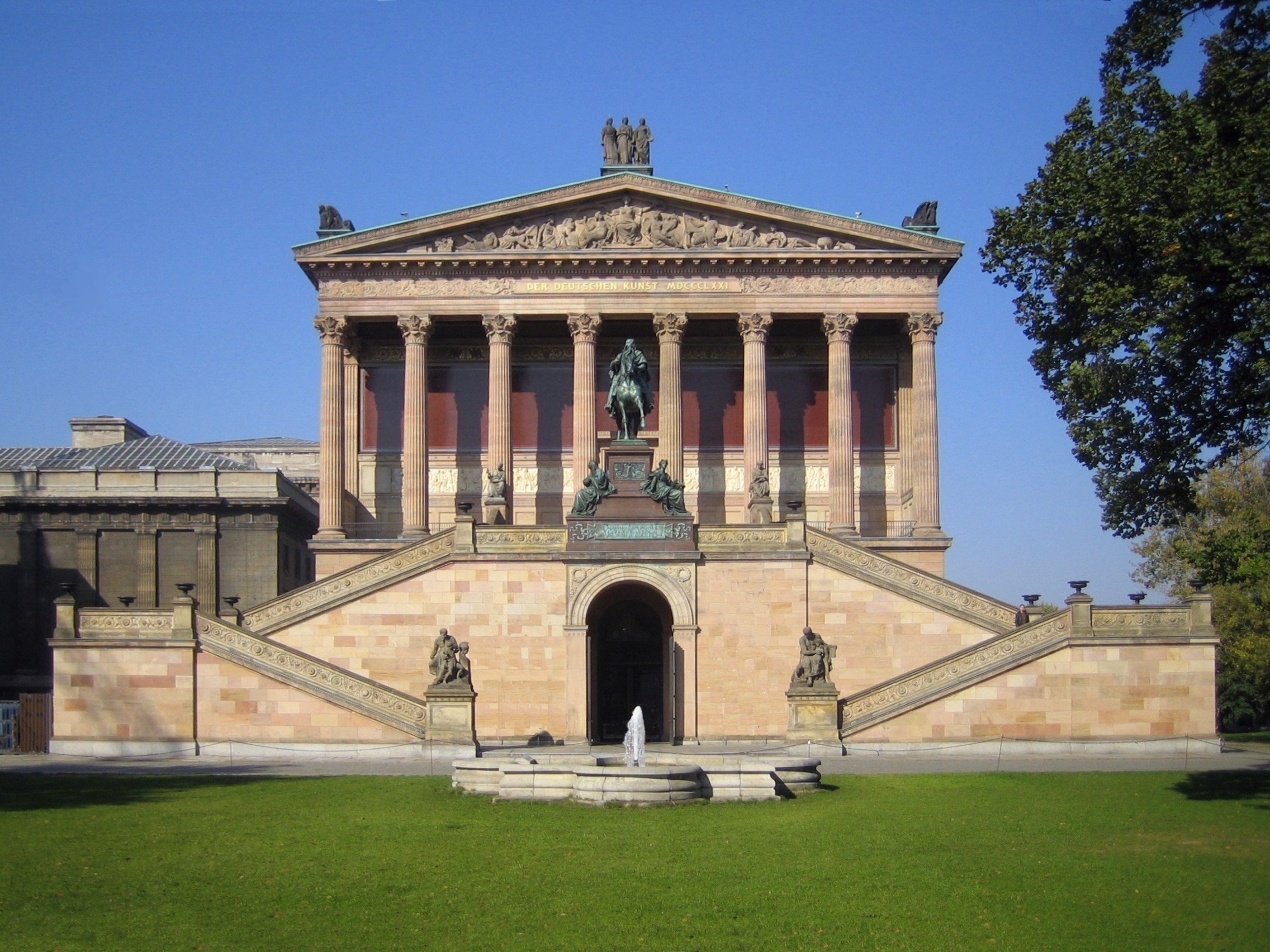
Frontalansicht der Alten Nationalgalerie in Berlin

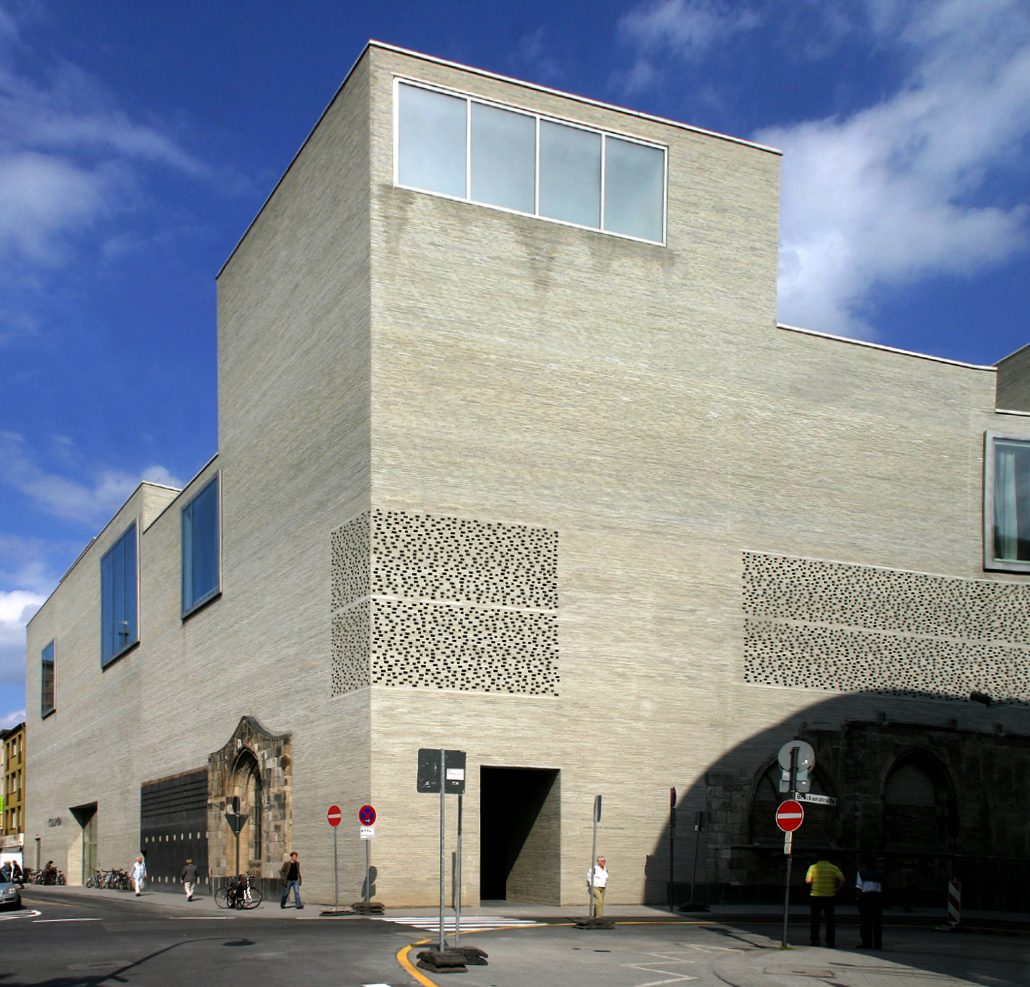
Kolumba, das Kunstmuseum des Erzbistums Köln von Architekt Peter Zumthor

- Braith-Mali-Museum (Biberach an der Riß)
- Bröhan-Museum (Berlin)
- Brücke-Museum Berlin (Berlin)
- Deichtorhallen (Hamburg)
- Deutsche Barockgalerie (Augsburg)
- Diözesanmuseum Freising (Freising)
- Emil Schumacher Museum (Hagen)
- Frauenmuseum Bonn (Bonn)
- Friedrichswerdersche Kirche (Berlin)
- Galerie Noah (Augsburg)
- Galerie Neue Meister (Dresden)
- Gemäldegalerie Alte Meister (Dresden)
- Heinrich-Neuy-Bauhaus-Museum (Steinfurt)
- Gemäldegalerie Alte Meister (Kassel)
- Gemäldegalerie am Kulturforum (Berlin)
- H2 – Zentrum für Gegenwartskunst (Augsburg)
- Hamburger Bahnhof – Museum für Gegenwart (Berlin)
- Herzog Anton Ulrich-Museum (Braunschweig), ältestes Museum Deutschlands
- Institut Mathildenhöhe Darmstadt (Darmstadt)
- Jagdschloss Grunewald (Berlin)
- Jenaer Kunstverein (Jena)
- Karl und Magdalene Haberstock-Stiftung (Augsburg)
- Kestner Gesellschaft (Hannover)
- Kolumba – Kunstmuseum des Erzbistums Köln (Köln)
- Kunsthalle Bremen (Bremen)
- Kunsthaus Kaufbeuren (Kaufbeuren)
- Kunstmuseum Bremerhaven (Bremerhaven)
- Kunsthalle Düsseldorf (Düsseldorf)
- Kunsthalle in Emden (Emden)
- Kunsthalle Erfurt (Erfurt)
- Kunsthalle Faust (Hannover)
- Kunsthalle Mannheim (Mannheim)
- Kunsthalle Nürnberg (Nürnberg)
- Kunsthalle Osnabrück (Osnabrück)
- Kunsthalle Rostock (Rostock)
- Kunsthalle Schirn (Frankfurt am Main)
- Heylshof (Worms)
- Kunsthaus Meiningen (Meiningen)
- Kunsthistorisches Museum (Kloster zum Heiligen Kreuz und Kröpeliner Tor) (Rostock)
- Kunstmuseum Ahrenshoop (Ahrenshoop)
- Kunstmuseum Bonn (Bonn)
- Kunstmuseum Hohenkarpfen (Hausen ob Verena)
- Kunstmuseum Mülheim an der Ruhr (Mülheim an der Ruhr)
- Kunstmuseum Stuttgart (Stuttgart)
- Kunstmuseum Walter (Augsburg)
- Kunstmuseum Wolfsburg (Wolfsburg)
- Kunstsammlung der Universität Göttingen (Göttingen)
- Kunstsammlung Jena im Stadtmuseum Göhre (Jena)
- Kunstsammlung Nordrhein-Westfalen (Düsseldorf)
- Kunstsammlungen Chemnitz (Chemnitz)
- Kunstverein Hamburg (Hamburg)
- Kunstverein Hannover im Künstlerhaus (Hannover)
- Kunstvilla Nürnberg (Nürnberg)
- Lettl-Atrium – Museum für surreale Kunst (Augsburg)
- Lettl-Museum für surreale Kunst (Augsburg)
- Lindenau-Museum (Altenburg)
- Ludwig Forum für Internationale Kunst (Aachen)
- Ludwiggalerie Schloss Oberhausen (Oberhausen)
- LWL-Landesmuseum für Kunst und Kultur (Münster)
- Mainfränkisches Museum (Würzburg)
- Märkisches Museum (Witten)
- Marta Herford (Herford)
- Martin von Wagner Museum (Würzburg)
- Meininger Museen (Meiningen)
- Museum Berggruen (Berlin)
- Kunstmuseum Bochum (Bochum)
- Museum DKM (Duisburg)
- Museum Europäischer Kunst (Museum Arno Breker) im Schloss Nörvenich
- Museum Folkwang im Museumszentrum (Essen)
- Museum Angewandte Kunst (Frankfurt am Main)
- Museum für Angewandte Kunst (Köln)
- Museum für Asiatische Kunst (Berlin)
- Museum der bildenden Künste (Leipzig)
- Museum für Byzantinische Kunst (Berlin)
- Museum für Gegenwartskunst (Siegen)
- Museum für Islamische Kunst (Berlin)
- Museum für Kindheits- und Jugendwerke bedeutender Künstler (Halle (Westf.))
- Museum für Konkrete Kunst (Ingolstadt)
- Museum für Kunst und Kulturgeschichte Dortmund (Dortmund)
- Museum Goch (Goch)
- Museum für Moderne Kunst (Frankfurt am Main)
- Museum für Ostasiatische Kunst (Köln)
- Museum Georg Schäfer (Schweinfurt)
- Museum Giersch (Frankfurt am Main)
- Museum im Kulturspeicher (Würzburg)
- Museum Kunstpalast (Düsseldorf)
- Museum Küppersmühle für Moderne Kunst (Duisburg)
- Museum Ludwig (Köln)
- Museum Ostwall (Dortmund)
- Museum Ritter (Waldenbuch)
- Museum Wiesbaden (Wiesbaden)
- Museum Würth (Künzelsau)
- Neue Galerie im Höhmannhaus (Augsburg)
- Neues Museum Nürnberg (Nürnberg)
- Neue Nationalgalerie (Berlin)
- Neue Pinakothek (München)
- Neuer Portikus (Frankfurt am Main)
- Nolde Stiftung Seebüll (Seebüll)
- Osthaus Museum Hagen (Hagen)
- Otto-Pankok-Museum (Hünxe)
- Otto-Pankok-Museum in Gildehaus (Bad Bentheim)
- Pinakothek der Moderne (München)
- Sammlungen und Kunstbesitz der TU Dresden (Dresden)
- Schloss Morsbroich (Leverkusen)
- Situation Kunst (Bochum)
- Sprengel-Museum (Hannover)
- Staatliche Kunsthalle Baden-Baden (Baden-Baden)
- Staatliche Kunsthalle (Karlsruhe)
- Staatliches Museum Schwerin (Schwerin)
- Staatsgalerie Altdeutsche Meister (Augsburg)
- Staatsgalerie Moderne Kunst (Augsburg)
- Museum Moderner Kunst – Stiftung Wörlen (Passau)
- Staatsgalerie Stuttgart (Stuttgart)
- Städel Museum (Frankfurt am Main)
- Städtische Galerie Wolfsburg, (Wolfsburg)
- Städtisches Museum Abteiberg (Mönchengladbach)
- Stiftung Moritzburg – Kunstmuseum des Landes Sachsen-Anhalt
- Suermondt-Ludwig-Museum (Aachen)
- Surrealismus im Haus der Wirtschaft – Wolfgang Lettl (Lindau)
- Toskanische Säulenhalle im Zeughaus (Augsburg)
- Von der Heydt-Museum (Wuppertal)
- Wallraf-Richartz-Museum (Köln)
- Wolf-Kahlen-Museum (Bernau bei Berlin)
- Zentrum für Kunst und Medien (ZKM) (Karlsruhe)

### Goldschläger
- Goldmuseum Theuern (Theuern (Schalkau))
- Goldschlägermuseum (Schwabach)

### Grafik
- Caricatura (Frankfurt am Main)
- Wilhelm-Busch-Museum – Deutsches Museum für kritische Graphik und Karikatur (Hannover)
- Grafische Sammlung der Stadt Augsburg (Augsburg)
- Horst-Janssen-Museum (Oldenburg (Oldb))
- Kunstmuseum Albstadt (Albstadt)
- Kunstmuseum Pablo Picasso Münster (Münster)
- Staatliche Graphische Sammlung (München)
- Graphische Sammlung des Wallraf-Richartz-Museums & Fondation Corboud Köln

### Art brut
- Kunsthaus Kannen (Münster)
- Living Museum Alb (Münsingen)
- Sammlung Prinzhorn (Heidelberg)

### Holzschnitt
- Städtisches Kunstmuseum Spendhaus (Reutlingen)
- Graphische Sammlung des Wallraf-Richartz-Museums & Fondation Corboud Köln

### Kupferstich
- Kupferstichkabinett Berlin
- Kupferstichkabinett Dresden
- Graphische Sammlung des Wallraf-Richartz-Museums & Fondation Corboud Köln
- Kupferstichkabinett Herzog Anton Ulrich-Museum

### Plakate
- PAN-Kunstforum Niederrhein (Emmerich am Rhein)

### Skulpturen
- Augustinermuseum (Freiburg im Breisgau)
- Bildhauermuseum Prof. Wandschneider (Plau am See)
- Diözesanmuseum Paderborn (Paderborn)
- Friedrichswerdersche Kirche (Berlin)
- Lehmbruck-Museum – Stiftung Wilhelm Lehmbruck Museum – Zentrum Internationale Skulptur (Duisburg)
- Liebieghaus – Museum alter Plastik (Frankfurt am Main)
- Museum Schloss Fasanerie in Eichenzell
- Pásztor János emlékmúzeum, Budapest
- Skulpturen-Hallen (Rommerskirchen), siehe auch: Ulrich Rückriem
- Skulpturenmuseum Glaskasten (Marl)
- Skulpturenmuseum im Hofberg (Landshut)
- Skulpturensammlung (Dresden)
- Skulpturensammlung und Museum für Byzantinische Kunst (Berlin)
- Skulpturensammlung Viersen (Viersen)

## Kunsthandwerk
- Bröhan-Museum (Berlin) (Ein Teil ist das Landesmuseum für Jugendstil, Art déco und Funktionalismus)
- Deutsches Elfenbeinmuseum Erbach
- Grassi Museum für Angewandte Kunst (Leipzig)
- Kunstgewerbemuseum Dresden
- Museum Angewandte Kunst (Frankfurt am Main)
- Museum Huelsmann (Bielefeld)
- Schwäbisches Handwerkermuseum (Augsburg)

### Glasmalerei
- Deutsches Glasmalerei-Museum (Linnich)
- Georg-Meistermann-Museum (Wittlich)

### Keramik
- Deutsches Porzellanmuseum (Hohenberg an der Eger)
- Hetjens-Museum (Düsseldorf)
- Höchster Porzellanmanufaktur (Frankfurt am Main)
- Internationales Keramik-Museum (Weiden in der Oberpfalz)
- Keramikmuseum Westerwald (Höhr-Grenzhausen)
- Keramikmuseum Staufen (Staufen im Breisgau)
- Keramikmuseum im Schloss Ludwigsburg (Ludwigsburg)
- Keramikmuseum Mettlach (Mettlach)
- Keramik-Museum Berlin (Berlin)
- Keramik-Museum Bürgel (Bürgel)
- Keramikum (Fredelsloh)
- Keramion (Frechen)
- Ofen- und Keramikmuseum Velten (Velten)
- Porzellanikon (in und um Selb)
- Porzellanmuseum Fürstenberg (Fürstenberg)
- Porzellansammlung (Dresden)
- Terra-Sigillata-Museum (Rheinzabern)

### Töpferei
- Töpfereimuseum Hagen a.T.W. (Hagen am Teutoburger Wald)
- Töpfereimuseum Langerwehe (Langerwehe)
- Töpfereimuseum Ochtrup (Ochtrup)
- Töpfereimuseum Speicher (Speicher)
- Töpfermuseum Breitscheid (Breitscheid)
- Töpfermuseum Duingen (Duingen)
- Töpfermuseum Thurnau (Thurnau)

### Edelsteine und Schmuck
- Deutsches Edelsteinmuseum (Idar-Oberstein)
- Schmuckmuseum Pforzheim

## ArchitekturundDesign

### Architektur

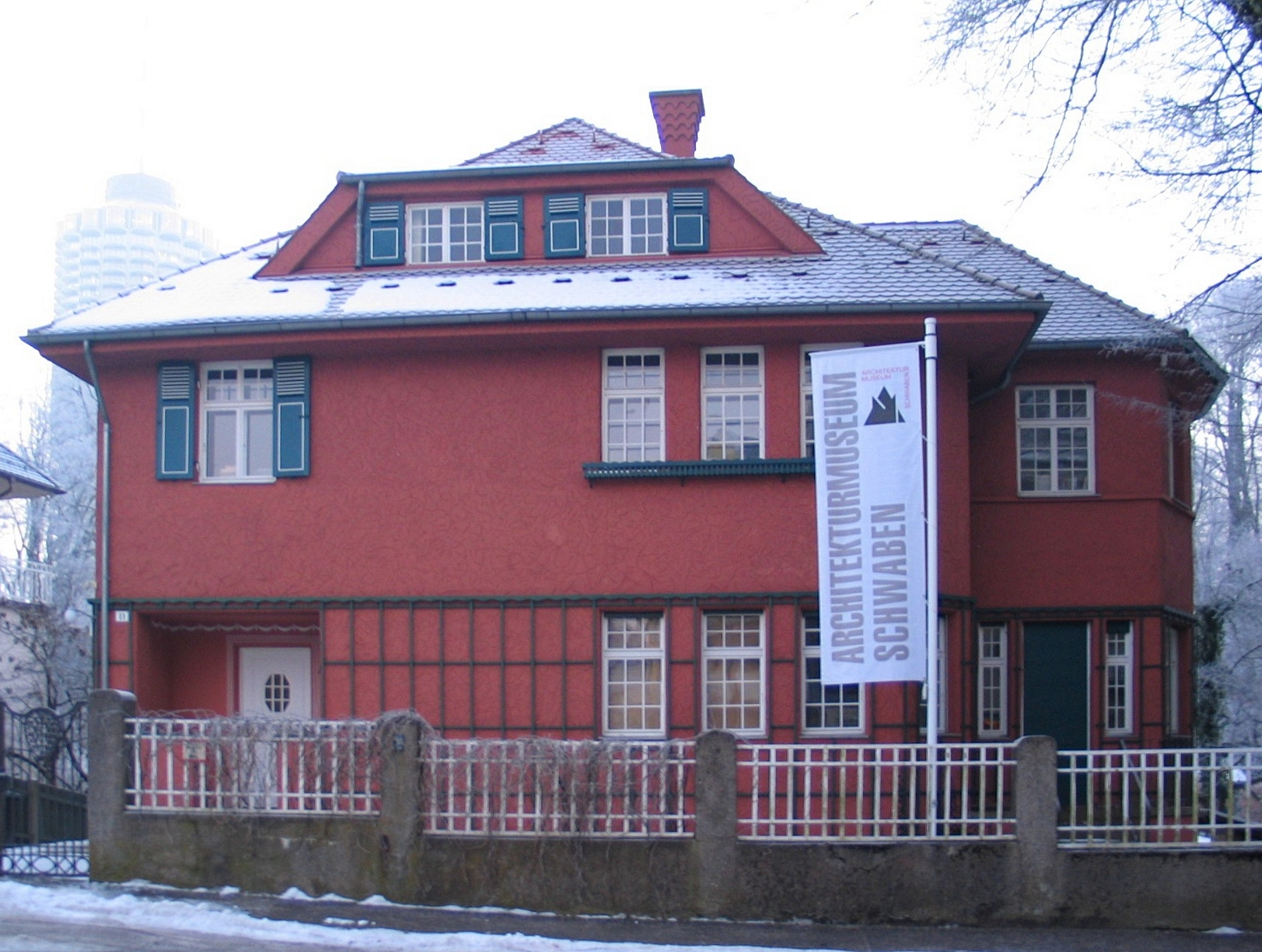
Architekturmuseum Schwaben in der alten Buchegger-Villa in Augsburg

- Archiv für Architektur und Ingenieurbaukunst NRW (Dortmund)
- Architekturcentrum Hamburg (Hamburg)
- Architekturmuseum der Technischen Universität München (München)
- Architekturmuseum Schwaben (Augsburg)
- Deutsches Architekturmuseum (Frankfurt am Main)

### Design(allgemein) und Produktdesign
- Die Neue Sammlung (München)
- Europäisches Flakonglasmuseum am Rennsteig (Kleintettau)
- Grassimuseum (Leipzig)
- Kunstgewerbemuseum Berlin im Schloss Köpenick (Berlin)
- Marta Herford (Herford)
- Teekannenmuseum (Amorbach)
- Museum Angewandte Kunst (Frankfurt am Main)
- Museum für Angewandte Kunst (Köln)
- Museum für Kunst und Gewerbe (Hamburg)
- Museum Plagiarius für Produktimitationen (Solingen)
- Neues Museum Nürnberg (Nürnberg)
- Theodor-Heuss-Haus in Verbindung mit Weissenhofsiedlung (Stuttgart)
- Steinhoff Designmuseum – Deutschlands kleinstes Designmuseum (Hannover)
- Vitra Design Museum (Weil am Rhein)

### Grafikdesign
- Bilderbuchmuseum (Troisdorf)
- Deutsches Buch- und Schriftmuseum (Leipzig)
- Klingspor-Museum (Offenbach am Main)

## Theater, Film, Fotografie

### Theater

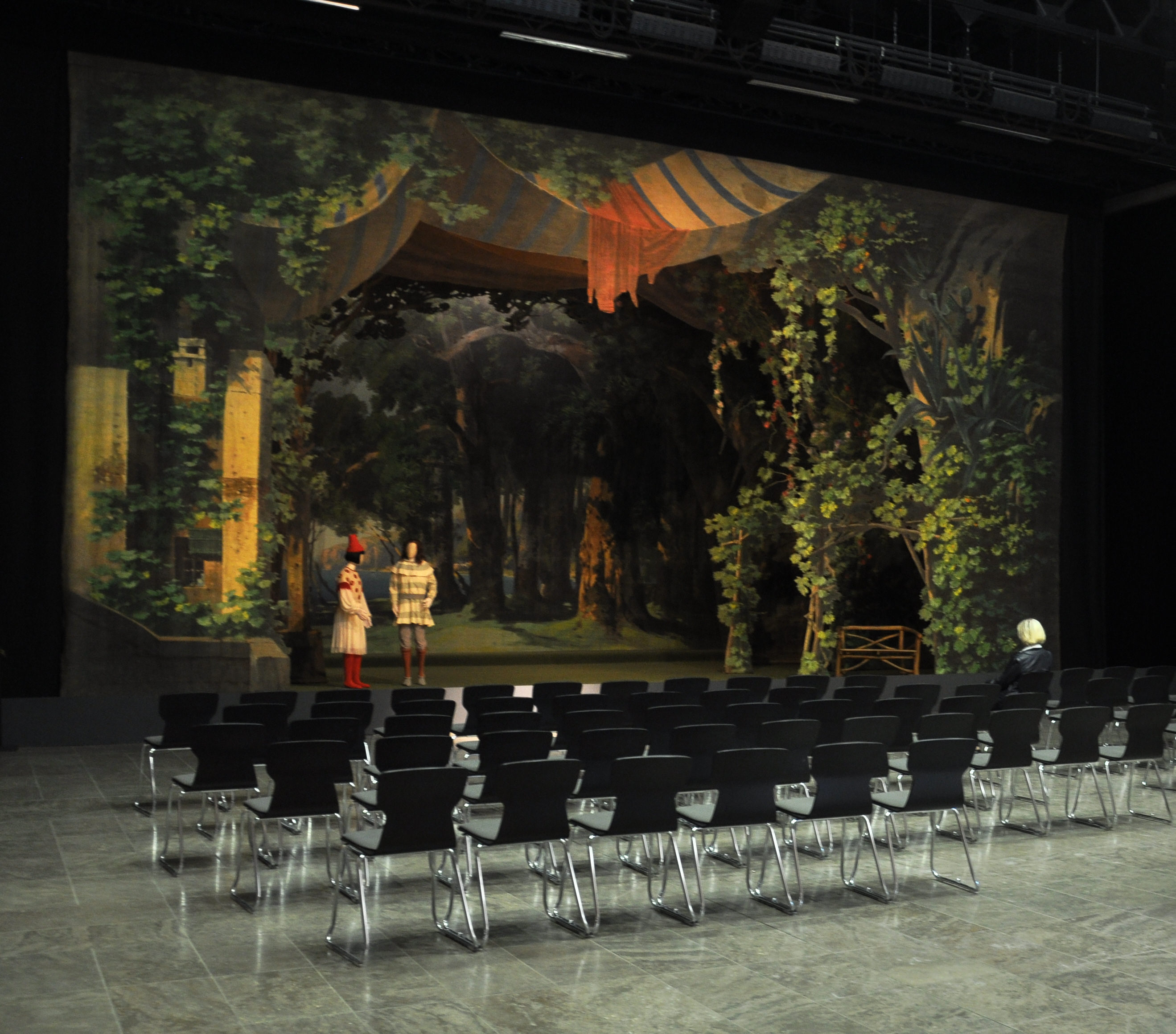
Theatermuseum Meiningen

- Die Kiste – Das Augsburger Puppentheatermuseum (Augsburg)
- Deutsches Theatermuseum (München)
- Internationales Maskenmuseum Diedorf bei Augsburg
- Puppentheatersammlung (Dresden)
- Theaterfigurenmuseum Lübeck (Lübeck)
- Theatermuseum Düsseldorf (Düsseldorf)
- Theatermuseum Hannover (Hannover)
- Theatermuseum Meiningen (Meiningen)
- Theaterwissenschaftliche Sammlung Schloss Wahn (Köln-Wahn)
- Museum für Puppentheaterkultur (Bad Kreuznach)

### Filmkunst
- Deutsches Filmmuseum (Frankfurt am Main)
- Filmmuseum Berlin (Berlin)
- Filmmuseum Düsseldorf (Düsseldorf)
- Filmmuseum Potsdam (Potsdam)
- Film- und Kinomuseum Baden-Württemberg Biberach an der Riß
- Laurel & Hardy-Museum (Solingen)
- MuMa-Forum (Bielefeld)

### Fotografie
- Agfa Foto-Historama (Museum Ludwig, Köln)
- Deutsches Fotomuseum (Markkleeberg nahe Leipzig)
- Deutsche Fotothek in der Sächsischen Landesbibliothek – Staats- und Universitätsbibliothek Dresden
- Deutsches Kameramuseum (Plech)
- KuK Fotografie-Forum der Städteregion Aachen (Monschau)
- Minox-Museum (Hemer)
- Museum der Fotografie (Görlitz)
- Fotomuseum im Münchner Stadtmuseum (München)
- Museum für Fotografie (Berlin)
- Ruhr Museum (Essen)
- Stadthaus Ulm (Ulm)
- Kameramuseum Beidenfleth

## Natur

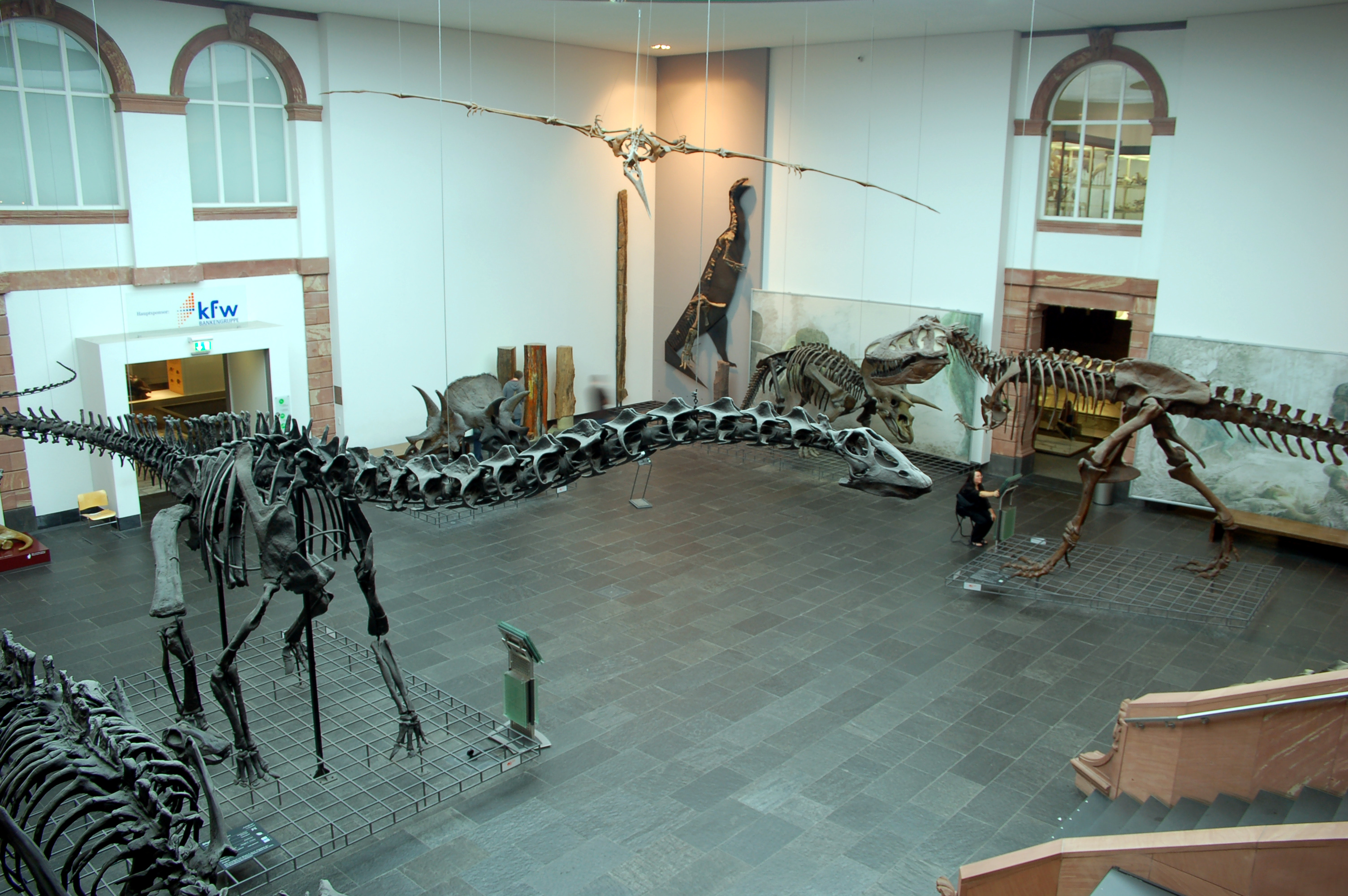
Der Dinosaurier-Lichthof des Senckenberg Naturmuseums in Frankfurt am Main-Bockenheim

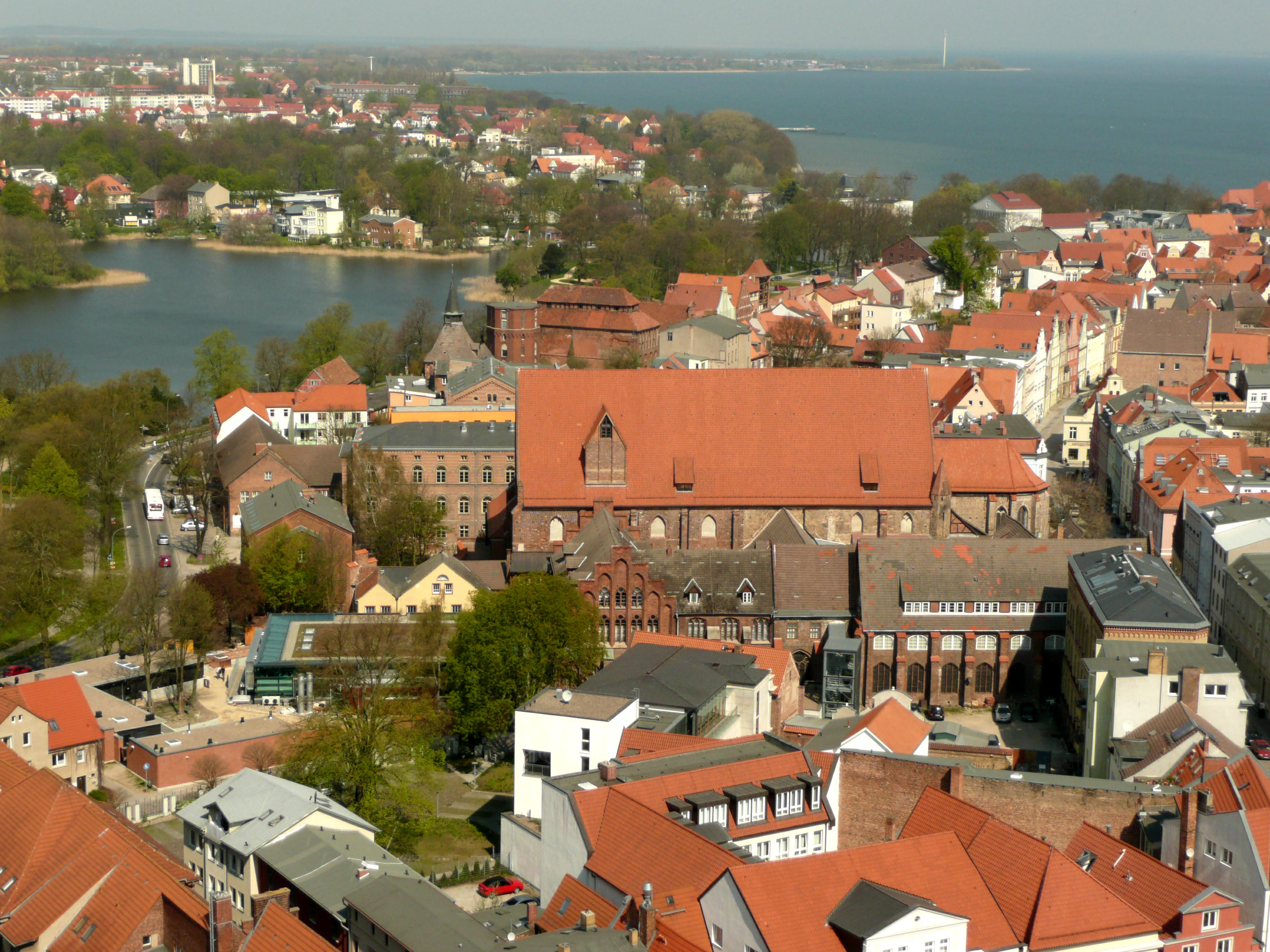
Deutsches Meeresmuseum in Stralsund, Deutschlands größtes Meeresmuseum

- Aischgründer Karpfenmuseum (Neustadt an der Aisch)
- Aquazoo – Löbbecke Museum (Düsseldorf)
- Braith-Mali-Museum (Biberach an der Riß)
- Meeresmuseum (Stralsund)
- Nautineum Dänholm
- Natureum Darßer Ort
- Ozeaneum Stralsund
- Museum Koenig[13] (Bonn)
- Forstmuseum Waldpavillon Augsburg (Augsburg)
- Haus der Natur (Cismar)
- Haus der Natur – Waldinformationszentrum (Bonn)
- Haus Ruhrnatur (Mülheim an der Ruhr)
- Landesmuseum für Natur und Mensch (Oldenburg (Oldb))
- LWL-Museum für Naturkunde (Münster)
- Müritzeum Waren (Müritz)
- Museum am Schölerberg (Osnabrück)
- Museum der Natur Gotha (Gotha)
- Museum für Naturkunde (Berlin)
- Museum für Naturkunde Chemnitz (Chemnitz)
- Naturmuseum Dortmund (Dortmund)
- Museum für Naturkunde (Gera)
- Museum für Natur und Umwelt Lübeck (Lübeck)
- Museum Heineanum (Halberstadt)
- Museum Wiesbaden, Naturhistorische Sammlung (Wiesbaden)
- Nahe der Natur – Mitmach-Museum für Naturschutz (Staudernheim/Nahe)
- Natureum Niederelbe (Balje)
- Naturhistorisches Museum (Braunschweig) (Braunschweig)
- Naturhistorisches Museum Mainz (Mainz)
- Naturkunde-Museum (Bamberg) (Bamberg)
- Naturkunde-Museum Bielefeld (Bielefeld)
- Naturkundemuseum Erfurt (Erfurt)
- Naturkundemuseum Coburg (Coburg)
- Naturkundemuseum Gerolstein (Gerolstein)
- Naturkundemuseum Leipzig (Leipzig)
- Naturkundemuseum Niebüll (Niebüll)
- Naturkundemuseum Reutlingen (Reutlingen)
- Naturkundliches Museum Mauritianum (Altenburg)
- Naturkundliches Museum (Schweinfurt) Schweinfurt
- Naturmuseum Königsbrunn (Königsbrunn)
- Naturwissenschaftliches Museum Aschaffenburg (Aschaffenburg)
- Naturwissenschaftliches Museum Flensburg (Flensburg)
- Naturmuseum Augsburg (Augsburg)
- Natur-Schatzkammer Neuheide (Ribnitz-Damgarten)
- Pfalzmuseum für Naturkunde (Bad Dürkheim)
- Phyletisches Museum (Jena)
- Senckenberg Museum für Naturkunde (Görlitz)
- Staatliche Naturhistorische Sammlungen Dresden (Dresden)
- Senckenberg Naturmuseum (Frankfurt am Main-Bockenheim)
- Staatliches Museum für Naturkunde (Karlsruhe)
- Staatliches Museum für Naturkunde Stuttgart (Stuttgart)
- Südostbayerisches Naturkunde- und Mammut-Museum Siegsdorf (Siegsdorf)
- Wald- und Forstmuseum Heidelbeck (Kalletal)

### Botanik
- Bonsai-Museum (Heidelberg)
- Botanischer Garten und Botanisches Museum Berlin-Dahlem (Berlin)
- Hanfmuseum (Berlin)
- Loki-Schmidt-Haus (Hamburg)
- Pfefferminzmuseum (Eichenau)

### Hygiene
- Deutsches Hygiene-Museum (Dresden)
- Bourdalou-Museum (München)
- Nachttopf-Museum (München)

### Medizin und Pharmazie
- Apothekenmuseum (Dortmund)
- Apotheken-Museum (Bad Münstereifel)
- Berliner Medizinhistorisches Museum (Berlin)
- Brandenburgisches Apothekenmuseum (Cottbus)
- Deutsches Apotheken-Museum (Heidelberg)
- Deutsches Epilepsiemuseum Kork[14] (Kork (Kehl))
- Deutsches Medizinhistorisches Museum (Ingolstadt)
- Deutsches orthopädisches Geschichts- und Forschungsmuseum[15] (Frankfurt am Main)
- Deutsches Röntgen-Museum (Remscheid-Lennep)
- Museum zur Geschichte der Hunsrücker Knochenflicker Pies (Dommershausen)
- Horst-Stoeckel-Museum für die Geschichte der Anästhesiologie[16] (Bonn)
- Historische Sammlung Dialysetechnik im Jakob-Henle-Haus (Fürth)
- Johann-Winter-Museum[17] (Andernach)
- KfH-Dialysemuseum Fürth (Fürth)
- Kneippmuseum im Kloster Wörishofen,[18] (Bad Wörishofen)
- Krankenhausmuseum Bremen[19] (Bremen)
- Krankenhausmuseum Nürnberg (Nürnberg)
- Lepramuseum Münster (Münster)
- Medizin- und Pharmaziehistorische Sammlung der Universität Kiel (Kiel)
- Medizinhistorisches Museum am Universitätsklinikum Hamburg-Eppendorf (Hamburg)
- Medizinhistorische Sammlung der Ruhr-Universität Bochum (Bochum)
- MuSeele – Museum für Psychiatrie[20] (Göppingen)
- Museum anatomicum (Marburg)
- Museum und Archiv der Deutschen Gesellschaft für Urologie (Düsseldorf)
- Psychiatriemuseum Haina[21] (Haina)
- Psychiatrie-Museum Philippshospital Riedstadt
- Psychiatriegeschichtliches Museum des Bezirkskrankenhauses Haar, jetzt Isar-Amper-Klinikum München-Ost (Haar)
- Röntgen-Gedächtnisstätte (Würzburg)
- Rotkreuz-Museum Nürnberg (Nürnberg)
- Sächsisches Apothekenmuseum Leipzig (Leipzig)
- Sächsisches Psychiatriemuseum Leipzig[22] (Leipzig)
- Sächsisches Rot-Kreuz-Museum, (Beierfeld)
- Sammlung Prinzhorn (Heidelberg)
- Schnarch-Museum Alfeld[23] (Alfeld, Leine)
- Wilhelm-Fabry-Museum (Hilden)
- Württembergisches Psychiatriemuseum Zwiefalten[24] (Zwiefalten)

### Zoologie
- Eiermuseum (Schwabach)
- Museum Heineanum (Halberstadt)
- Museum Witt (München)
- Museum für Tierkunde Dresden (Dresden)
- Veterinärmedizinhistorisches Museum (Hannover)
- Zoologisches Museum Kiel (Kiel)
- Zoologisches Museum Hamburg (Hamburg)
- Zoologisches Forschungsmuseum Alexander Koenig (Bonn)
- Zoologische Staatssammlung München (München)

### Geologie/Paläontologie
- Bachmann-Museum (Bremervörde)
- Dinoraeum (Regensburg)
- Dinosaurier-Park (Münchehagen)
- Dinosaurierland Rügen
- Eiszeit-Haus (Flensburg)
- Eiszeitmuseum (Lütjenburg)

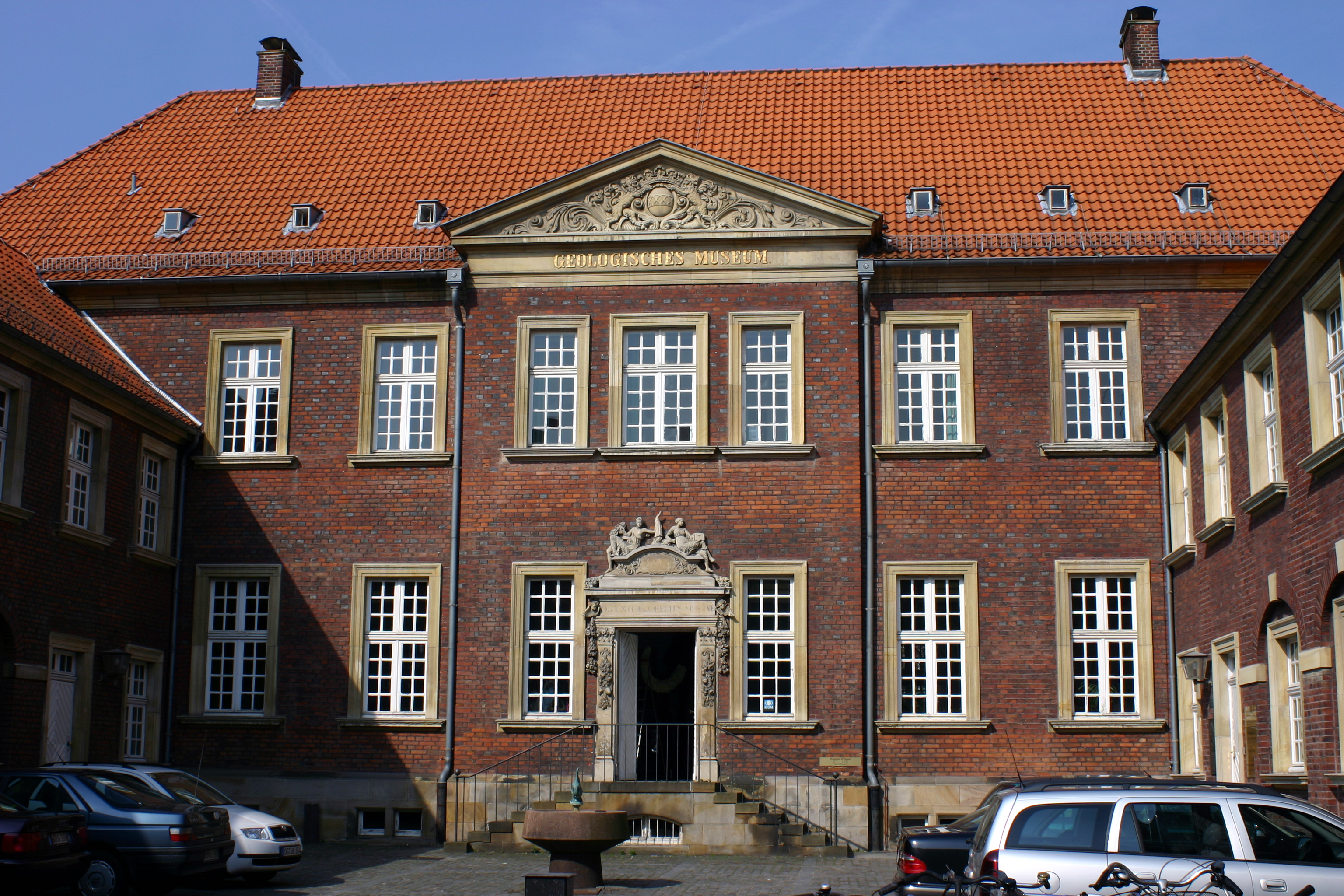
Das Geologisch-Paläontologische Institut in Münster

- Fossilien- und Heimatmuseum (Messel)
- Geologisch Paläontologisches Institut (Münster)
- Geologisch-Paläontologisches Museum (Hamburg)
- Goldfuß-Museum (Bonn)
- Hunsrück-Fossilienmuseum (Bundenbach)
- LWL-Museum für Naturkunde (Münster)
- Muschelkalkmuseum Hagdorn (Ingelfingen)
- Museum für Naturkunde (Berlin)
- Museum für Naturkunde (Dortmund)
- Museum Heineanum (Halberstadt)
- Museum am Schölerberg (Osnabrück)
- Museum für Naturkunde (Stuttgart)
- Naturhistorisches Museum Mainz (Mainz)
- Naturhistorisches Museum Nürnberg (Nürnberg)
- Naturhistorisches Museum Heilbronn (Heilbronn)
- Naturhistorisches Museum Schleusingen (Schleusingen)
- Paläontologische Sammlung (Tübingen)
- Paläontologisches Museum (München)
- Paläontologisches Museum (Nierstein)
- Ruhrlandmuseum (Essen)
- Senckenberg Naturmuseum (Frankfurt am Main)
- Staatliches Museum für Naturkunde Karlsruhe (Karlsruhe)
- Naturkunde- und Mammut-Museum Siegsdorf
- Trias-Museum (Ochsenfurt)
- Urweltmuseum Aalen (Aalen)
- Urwelt-Museum Oberfranken (Bayreuth)
- Urwelt-Museum Hauff (Holzmaden)
- Urweltmuseum Neiderhell (Raubling)
- Urwelt-Museum Pirna (Pirna)
- Urzeitmuseum - Sammlung Kapustin (Taufkirchen/Vils, Lkr. Erding)
- Jura-Museum (Eichstätt)
- Sieblos-Museum (Poppenhausen)

## Wissenschaft

### Mathematik
- Adam-Ries-Museum (Annaberg-Buchholz)
- Arithmeum (Bonn)
- Heimatmuseum (Staffelstein) (inkl. Abteilung Adam Ries) Bad Staffelstein
- Kepler-Museum Weil der Stadt (Weil der Stadt)
- Museum 3. Dimension (Dinkelsbühl)
- Mathematisch-Physikalischer Salon (Dresden)
- Mathematikum (Gießen)
- Mathematikmuseum ix-quadrat der TU München (München)
- MiMa Mineralien- und Mathematikmuseum (Oberwolfach)
- Passauer Mathe-Museum im Foyer der Fakultät für Informatik und Mathematik der Universität Passau (Passau)[25]
- Rechnermuseum der Hochschule Furtwangen im Schwarzwald

### Informatik
- Binarium – Deutsches Museum der digitalen Kultur (Dortmund)
- Computer-Cabinett (Göttingen)[26]
- Konrad-Zuse-Computermuseum (Hoyerswerda)
- Konrad-Zuse-Museum Hünfeld (Hünfeld)
- technikum29 Computer-Museum (Kelkheim (Taunus))
- Computermuseum Hamburg (Hamburg)
- Computermuseum Kiel (Kiel)
- Digital Retro Park Museum für digitale Kultur, Offenbach
- Heinz Nixdorf MuseumsForum (Paderborn)
- Rechenwerk Computer- & Technikmuseum Halle (Halle (Saale))

### Philosophie
- DenkWelten e. V. – Deutsches Museum für Philosophie (Marburg)

### Physik
- Explora (Frankfurt am Main) (seit 2016 geschlossen)
- Imaginata (Jena)
- Wissenschaftsmuseum Phänomenta (Flensburg)
- Physikalische Sammlung im physikalischen Institut Göttingen
- Universum Bremen (Bremen)

### Astronomie
- Astronomiemuseum der Sternwarte Sonneberg (Sonneberg)
- Museum für Astronomie und Technikgeschichte (Kassel)

### Klima
- Klimahaus Bremerhaven 8° Ost: Science Center zum Klimawandel (Bremerhaven)

### Biologie
- Biohistoricum (Neuburg an der Donau)
- Turm der Sinne (Nürnberg): Hands-on-Museum zu Wahrnehmungsphänomenen

## Technik
Siehe auch: Liste von Technikmuseen

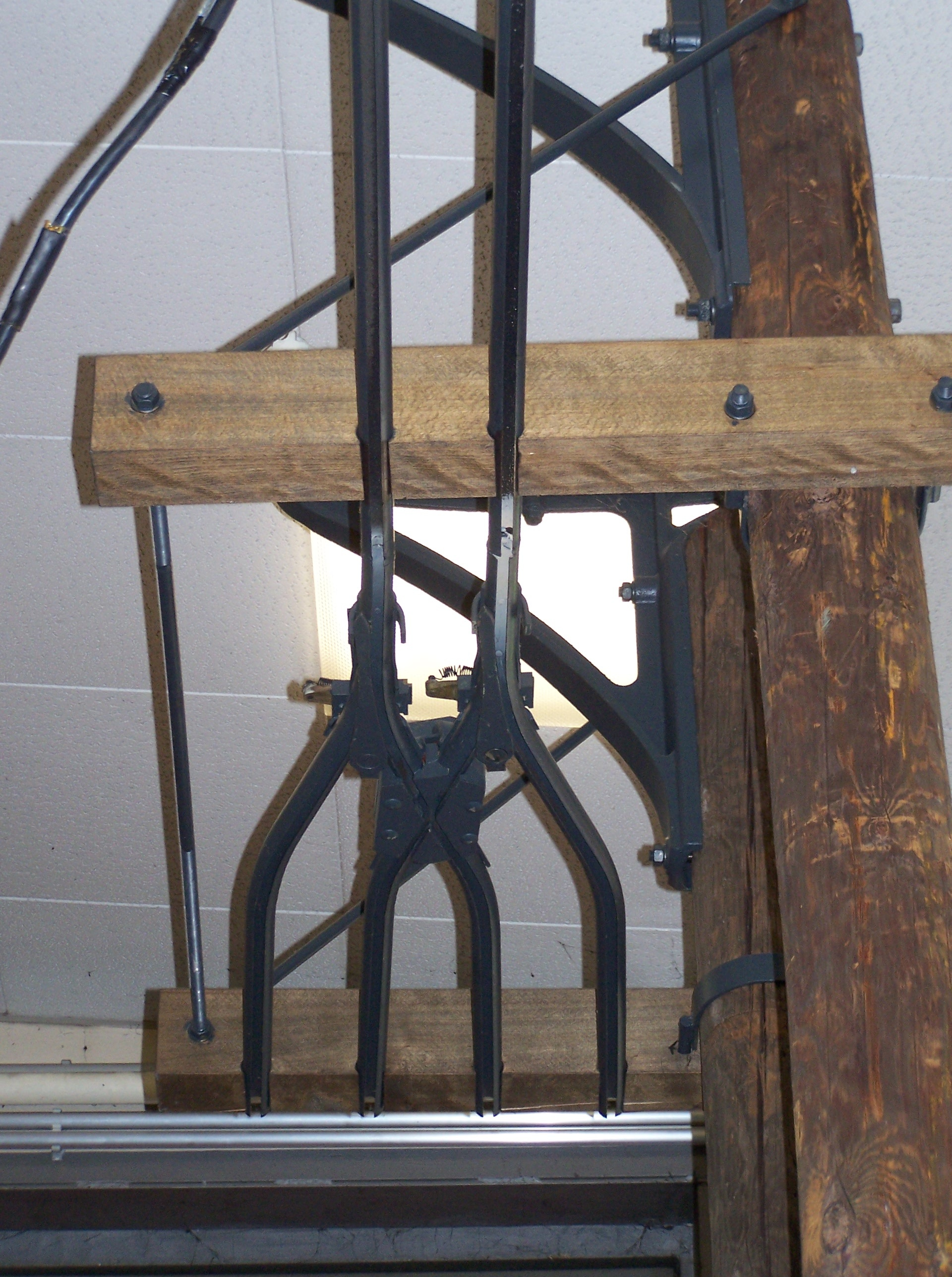
Weiche einer Schlitzrohrfahrleitung der FOTG im Verkehrsmuseum in Frankfurt-Schwanheim

- Astronomisch-Physikalisches Kabinett mit Planetarium in der Orangerie (Kassel)
- Auto- und Technikmuseum Sinsheim (Sinsheim)
- Bahnpark Augsburg (Augsburg)
- DASA – Arbeitswelt Ausstellung (Dortmund)
- Deutsches Drahtmuseum (Altena)
- Deutsches Industrielack-Museum (Dortmund)
- Deutsches Museum (München)
- Deutsches Museum Nürnberg – Das Zukunftsmuseum (Nürnberg)
- Deutsches Röntgen-Museum (Remscheid-Lennep)
- Museum der Arbeit (Hamburg)
- Museum Autovision (Altlußheim)
- Röntgen-Gedächtnisstätte (Würzburg)
- Deutsches Rundfunk-Museum (Potsdam)
- Deutsches Technikmuseum Berlin (Berlin)
- Experimenta Heilbronn (Heilbronn)
- Experiminta (Frankfurt am Main)
- Gaswerksmuseum (Augsburg)
- Heinz-Nixdorf-MuseumsForum (Paderborn)
- Historisch-Technisches Museum Peenemünde (Peenemünde)
- Magnetmuseum (Dortmund)
- MAN-Museum (Augsburg)
- Mathematisch-Physikalischer Salon (Dresden)
- Mobile Welten[27] (Hannover)
- Museum für Energiegeschichte(n) (Hannover)
- Museum im Wasserwerk Friedrichshagen – denkmalgeschütztes Wasserwerk (Berlin)
- Norddeutsches Radiomuseum (Lamstedt)
- Stadt- und Industriemuseum Rüsselsheim (Rüsselsheim)
- Technik- und Wissenschaftsmuseum Phæno (Wolfsburg)
- Phono- und Radiomuseum (Dormagen)
- Rundfunkmuseum (Fürth)
- Sammlungen und Kunstbesitz der TU Dresden (Dresden)
- Technik-Museum Speyer (Speyer)
- Technikmuseum Freudenberg (Freudenberg (Siegerland))
- Technische Sammlung Hochhut (Frankfurt am Main-Gallus)
- Technische Sammlungen der Stadt Dresden (Dresden)
- Technisches Landesmuseum (Schwerin)
- Technoseum (Mannheim)
- Turbinenmuseum (Augsburg)
- Verkehrsmuseum (Frankfurt am Main-Schwanheim)
- Computertechnik siehe im Abschnitt Informatik
- Fototechnik siehe im Abschnitt Fotografie

### Bergbau,Hüttenwesen,Metallbearbeitung
- Bagger 1452 (Görlitz)
- Bergbaumuseum Mechernich (Mechernich)
- Bergbaumuseum Oelsnitz/Erzgebirge – Museum des Sächsischen Steinkohlenbergbaus (Oelsnitz/Erzgebirge)[28]
- Bergbau- und Industriemuseum Ostbayern (Theuern)
- Besucherbergwerk Fell historisches Dachschieferbergwerk
- Blankschmiede Neimke (Dassel)
- Deutsches Bergbau-Museum (Bochum)
- Energeticon der Grube Anna (Alsdorf)
- Fabrikmuseum der Leonischen Industrie für Leonische Waren (Roth)
- Ferropolis (Gräfenhainichen)
- Hessisches Braunkohle Bergbaumuseum (Borken (Hessen))
- Hoesch-Museum (Dortmund)
- Hüttenmuseum Thale (Thale)
- Industriemuseum Brandenburg an der Havel (Brandenburg an der Havel)
- Industriemuseum Geschichtswerkstatt Herrenwyk (Lübeck)
- Kettenschmiedemuseum Fröndenberg (Fröndenberg/Ruhr)
- MiMa Mineralien- und Mathematikmuseum (Oberwolfach)
- Mineralien- und Bergbaumuseum (Hückelhoven)
- Museum Industriekultur (Osnabrück)
- Museum Bergmannshaus (Aldenhoven)
- Saarländisches Bergbaumuseum (Bexbach)
- Sammlung Luftfahrt.Industrie.Westfalen (Werdohl-Eveking)
- Stadt- und Bergbaumuseum (Freiberg)
- Tobiashammer (Ohrdruf)
- Wendener Hütte (Wenden (Sauerland))
- Westfälisches Industriemuseum/Zeche Zollern II/IV (Dortmund)

### Chemie
- Carl Bosch Museum Heidelberg (Heidelberg)
- Deutsches Chemie-Museum Merseburg (Merseburg)
- Deutsches Erdölmuseum Wietze (Wietze)
- Landsitz Energie (Großbothen)
- Liebig-Museum (Gießen)
- Museum der Göttinger Chemie (Göttingen)

### Druck-undVerlagswesen
- Buchdruckmuseum (Hannover)
- Buchmuseum der SLUB Dresden (Dresden)
- Deutsches Buchbindermuseum (Mainz)
- Deutsches Buch- und Schriftmuseum (Leipzig)
- Deutsches Technikmuseum Berlin (Berlin)
- Deutsches Zeitungsmuseum (Wadgassen)
- Druckmuseum/Haus für Industriekultur (Darmstadt)
- Gutenberg-Museum (Mainz)
- Internationales Zeitungsmuseum (Aachen)
- Lichtdruck-Werkstatt-Museum (Dresden)
- Museum für Büro- und Kommunikationsgeschichte (Bamberg)
- Museum für Druckkunst (Leipzig)
- Norddeutsches Druckmuseum (Rendsburg)
- Theodor-Heuss-Haus – zeigt eine Journalistenvita im Spiegel deutscher Epochen vom Kaiserreich bis in die Zeit der jungen Bundesrepublik (Stuttgart)

### Feuerwehr

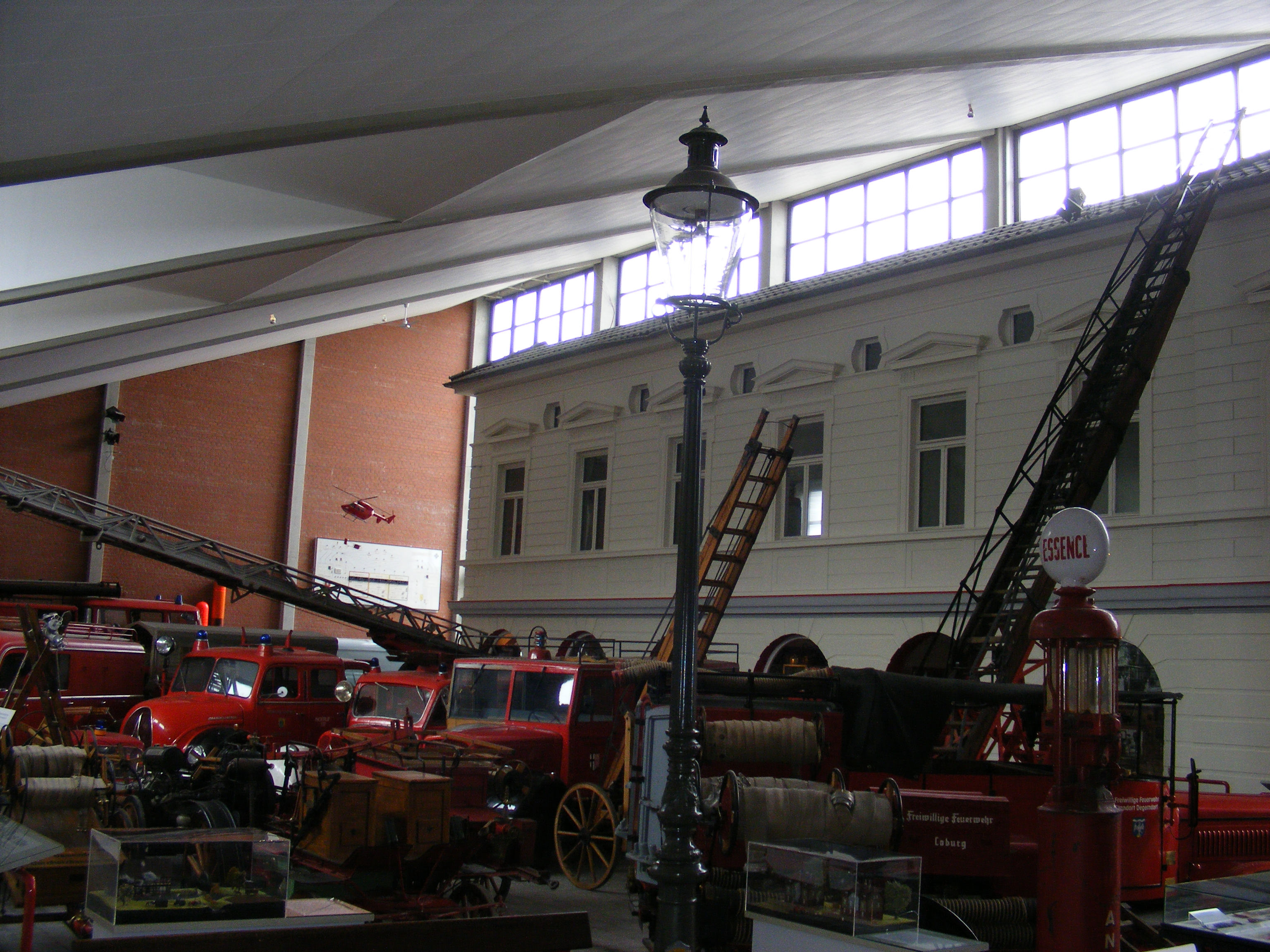
Deutsches Feuerwehrmuseum in Fulda – Halle II

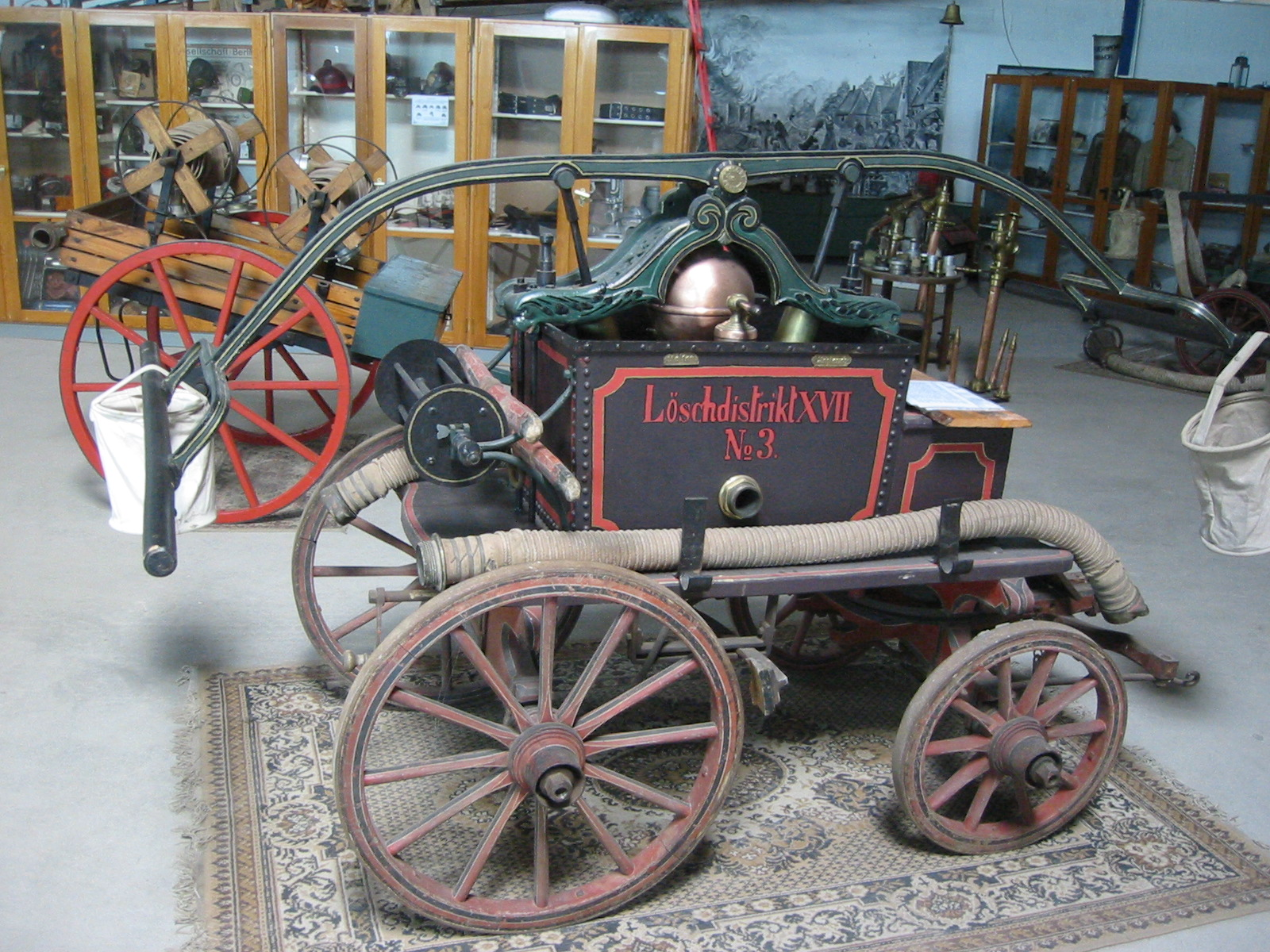
Rheinland-Pfälzisches Feuerwehrmuseum Hermeskeil

- Attendorner Feuerwehr-Museum (Attendorn)
- Bayreuther Feuerwehr-Museum (Bayreuth)
- Deutsches Feuerwehr-Museum (Fulda)
- Feuerwehrmuseum Bamberg (Bamberg)
- Feuerwehrmuseum Berlin (Berlin)
- Feuerwehrmuseum Eisenhüttenstadt (Eisenhüttenstadt)
- Feuerwehrmuseum Flamersheim (Euskirchen-Flamersheim)
- Feuerwehrmuseen in Frankfurt am Main (Frankfurt am Main)
- Feuerwehr-Museum Hannover (Hannover)
- Feuerwehrmuseum Holdenstedt Landkreis Mansfeld-Südharz
- Feuerwehrmuseum Jever (Jever, Landkreis Friesland)
- Feuerwehrmuseum Lengenfeld (Vogtland)
- Feuerwehrmuseum Marxen (Landkreis Harburg)
- Feuerwehrmuseum Nürnberg (Nürnberg)
- Feuerwehrmuseum Reichsabtei Salem (Salem (Baden))
- Feuerwehrmuseum Salzbergen (Landkreis Emsland)
- Feuerwehrmuseum Schloss Waldmannshofen (Waldmannshofen)
- Feuerwehrmuseum Schröttinghausen (Schröttinghausen (Preußisch Oldendorf))
- Feuerwehrmuseum Stuttgart (Stuttgart)
- Feuerwehrmuseum „Feuerwache Westerwald“ Waldbrunn (Westerwald) im Landkreis Limburg-Weilburg[29]
- Feuerwehrmuseum Wiesbaden (Wiesbaden)
- Feuerwehrmuseum (Winnenden)
- Historisches Feuerwehr-Museum (Dannenberg, OT Neu Tramm (Niedersachsen))
- Internationales Feuerwehrmuseum Schwerin (Schwerin)
- Landesfeuerwehrmuseum Mecklenburg-Vorpommern (Meetzen)
- Feuerwehrmuseum (München)
- Oberfränkisches Feuerwehrmuseum (Schauenstein)
- Rheinisches Feuerwehrmuseum (Erkelenz-Lövenich)
- Rheinland-Pfälzisches Feuerwehrmuseum Hermeskeil (Hermeskeil)
- Schleswig-Holsteinisches Feuerwehrmuseum (Norderstedt)
- Westfälisches Feuerwehrmuseum (Hattingen)

### Handwerk
- Deutschen Klingenmuseum (Solingen)
- Deutsches Werkzeugmuseum (Remscheid)
- Fränkisches Freilandmuseum Bad Windsheim (Bad Windsheim)
- Handwerksmuseum Bederkesa in Bad Bederkesa
- Heimat- und Handwerksmuseum (Eschweiler-Dürwiß)
- Industriemuseum Lauf (Lauf an der Pegnitz)
- Iserlohner Museum für Handwerk und Postgeschichte (Iserlohn)
- Museum Kühnertsgasse (Nürnberg)
- Nagelmuseum (Löchgau)
- Schwäbisches Handwerkermuseum (Augsburg)

### Kartografie
- Kultur- und Stadthistorisches Museum Duisburg (Duisburg)

### Landwirtschaft
- Bauergerätemuseum Ingolstadt (Ingolstadt)
- Bauernhausmuseum Bielefeld, Nordrhein-Westfalen
- Bauernhausmuseum Lindberg, Landkreis Regen, Bayern
- Bauernhaus-Museum Wolfegg, Landkreis Ravensburg, Baden-Württemberg
- Bauernhofmuseum Eckenhagen, Oberbergischer Kreis, Nordrhein-Westfalen
- Bauernhofmuseum in Hof bei Kirchanschöring, Landkreis Traunstein, Bayern
- Bauernhofmuseum Jexhof, Landkreis Fürstenfeldbruck, Bayern
- Bauernmuseum Blankensee, Landkreis Teltow-Fläming, Brandenburg
- Bauernmuseum Selfant (Gangelt-Tüddern)
- Bauernmuseum Wiehl, Oberbergischer Kreis, Nordrhein-Westfalen
- Fränkisches Freilandmuseum Fladungen, Fladungen, Unterfranken, Bayern
- Freilichtmuseum Amerang, Landkreis Rosenheim, Bayern
- Kartoffelmuseen:
  - Deutsches Kartoffelmuseum, Fußgönheim (Rheinland-Pfalz)
  - Kartoffel-Museum (München)
  - Vorpommersches Kartoffelmuseum, Stremlow (Stadt Tribsees)
- Kleinbauernmuseum Reitzendorf (Dresden)
- Landwirtschaftsmuseum (Rommerskirchen-Sinsteden)
- LVR-Freilichtmuseum Lindlar
- LVR-Freilichtmuseum Kommern
- Museumsbauernhof Wennerstorf Landkreis Harburg, Niedersachsen
- Museumsdorf Cloppenburg
- Museum KulturLand Ries, Landkreis Donau-Ries, Bayern
- Nordhannoversches Bauernhaus-Museum (Isernhagen bei Hannover)
- Ostfriesisches Landwirtschaftsmuseum Campen
- Pfefferminzmuseum (Eichenau)
- Rhöner Museumsdorf, Tann, Landkreis Fulda, Hessen
- Schwäbisches Bauernhofmuseum, Landkreis Unterallgäu, Bayern
- Sensen- und Heimatmuseum (Achern)
- Weinbaumuseum (Stuttgart-Uhlbach)

### Maschinen

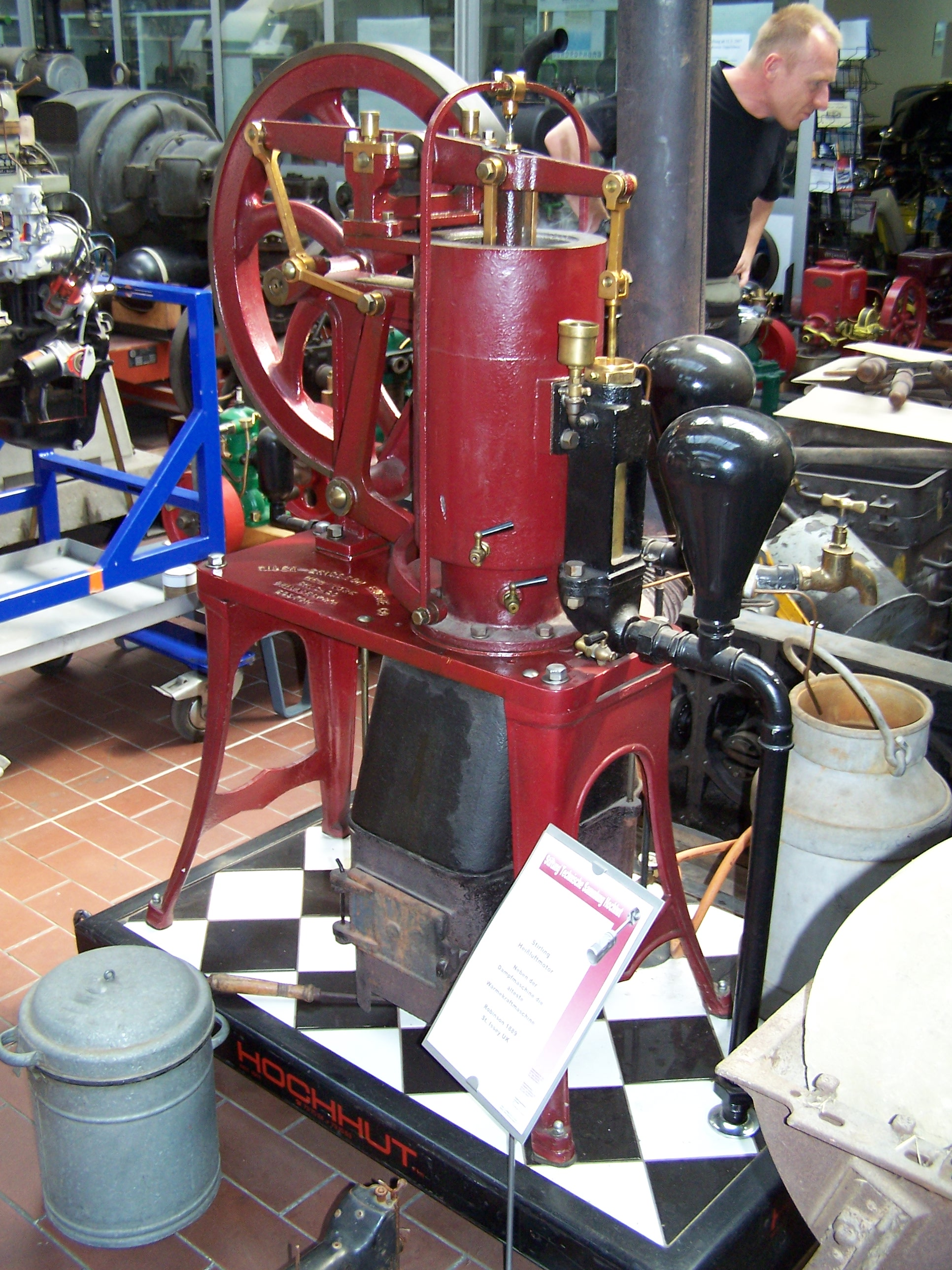
Stirling-Motor mit Kuhdung-Feuerung für den Einsatz in der Landwirtschaft, Technische Sammlung Hochhut, Frankfurt-Gallus

#### Mühlen
- Altmühltaler Mühlenmuseum[30] (Dietfurt an der Altmühl)
- Dorfmühle (Großkarlbach) (Großkarlbach)
- Eisenhammer Hasloch (Hasloch)
- Eselsmühle (Musberg) (Leinfelden-Echterdingen)
- Mersmühle mit Mühlenmuseum[31] (Haren (Ems))
- Internationales Mühlenmuseum (Gifhorn)
- Mittelmühle Büren (Büren)
- Mühlenmuseum Dinslaken-Hiesfeld[32] (Dinslaken)
- Mühlenmuseum[33] (Lauenburg/Elbe)
- Mühlenmuseum in der Mäulesmühle[34] (Leinfelden-Echterdingen)
- Mühlenmuseum Moisburg (Moisburg)
- Mühlenmuseum Pewsum (Krummhörn/Ostfriesland)
- Papiermühle Homburg (Triefenstein)
- Teichmühle Steinwiesen[35]

Siehe auch: Niedersächsische Mühlenstraße, Friesische Mühlenstraße, Westfälische Mühlenstraße
sowie: Siebenmühlental im Landkreis Böblingen

#### Nähmaschinen
- Nähmaschinenmuseum der Firma Mey (Lautlingen)
- Nähmaschinenmuseum Sommerfeld (Sommerfeld)
- Weitere Museen in Augsburg, Haslach an der Mühl, Kufstein, München, Sankt Ottilien

#### Sonstige
- Deutsches Automatenmuseum (Espelkamp)
- Miele-Museum (Gütersloh)
- Museum der Bayerischen Metallwarenfabrik (BMF) (Nürnberg)
- Museum für Kaffeetechnik (Emmerich am Rhein)
- RWE Industriemuseum (Heimbach)
- Technische Sammlung Hochhut (Frankfurt-Gallus)
- Wasserkraftmuseum Ziegenrück (Ziegenrück)

### Musikinstrumente

#### Allgemein
- Historische Musikinstrumentensammlung der Meininger Museen (Meiningen)
- Musikinstrumenten-Museum Markneukirchen (Markneukirchen)
- Musikinstrumenten-Museum Berlin (Berlin)
- Musikinstrumentensammlung des Deutschen Museums (München)
- Musikinstrumentensammlung des Germanischen Nationalmuseums (Nürnberg)
- Musikinstrumentensammlung des Musikwissenschaftlichen Instituts der Universität zu Köln (Köln)
- Museum für Musikinstrumente der Universität Leipzig (Leipzig)
- Musikinstrumentensammlung im Fruchtkasten, Abteilung des Landesmuseum Württemberg (Stuttgart)

#### Orgeln
- Augustinermuseum (Freiburg im Breisgau)
- Brandenburgisches Orgelmuseum (Bad Belzig)
- Heerwagen Orgelbau Ausstellung Klosterhäseler
- Kultur- und Orgelzentrum Altes Schloß Valley (Valley in Oberbayern)
- Mecklenburgisches Orgelmuseum (Malchow)
- Organeum (Weener/Ostfriesland)
- Orgelmuseum Borgentreich (Borgentreich/Höxter)
- Orgelmuseum Fleiter (Münster)
- Orgelmuseum Kelheim (im ehemaligen Kloster der Franziskaner-Reformaten in Kelheim)
- Orgelmuseum Schloss Hanstein (Ostheim vor der Rhön)
- Orgel ART Museum Rhein-Nahe, gegründet von der Orgelbau-Firma Oberlinger, (Windesheim/Hunsrück)

#### Glocken
- Deutsches Glockenarchiv, seit 1966 Teil des Archivs für Bildende Kunst des Germanischen Nationalmuseums (Nürnberg)
- Glockenmuseum Eiserfeld (Siegen)
- Glockenmuseum auf Burg Greifenstein (Greifenstein (Hessen))
- Glockenmuseum Stiftskirche Herrenberg (Herrenberg)
- Glockenmuseum Laucha (Laucha an der Unstrut)
- Glocken- und Stadtmuseum (Apolda) (Apolda)
- Westfälisches Glockenmuseum Gescher (Gescher)

- Deutsches Harmonikamuseum (Trossingen)
- Deutsches Musikautomaten-Museum (Bruchsal)
- Pianomuseum Haus Eller, betrieben vom Verlag Dohr (Bergheim-Ahe)

### Optik
- Deutsches Kameramuseum (Plech)
- Explora (Frankfurt am Main) (seit 2016 geschlossen)
- (Instrumentarium), Museum für Optik, Messtechnik und mathematische Geräte (seit 2012 aufgelöst, Slg. verkauft) (Nothweiler, Pfalz)
- Museum 3. Dimension (Dinkelsbühl)
- Optisches Museum (Jena)
- Viseum, Museum für Optik und Feinmechanik (Wetzlar)

### Papier
- Deutsches Technikmuseum Berlin (Berlin)
- Rheinisches Industriemuseum, Papiermühle (Bergisch Gladbach)
- Museum Papiermühle (Weddersleben)
- Papiermühle Homburg (Triefenstein)
- Papiermühle Plöger (Schieder-Schwalenberg)
- Papiermühle Zwönitz (Zwönitz)
- Papiermuseum Düren (Düren)

### Glas
- Europäisches Flakonglasmuseum am Rennsteig (Kleintettau)
- Glasmuseum Boffzen (Samtgemeinde Boffzen)
- Glasmuseum Hentrich (Düsseldorf)
- Glasmuseum in Oberstedem bei Bitburg
- Glasmuseum Rheinbach (Rheinbach)
- Passauer Glasmuseum (Passau)
- Schott GlasMuseum & Schott Villa (Jena)

### Raumfahrt
- Deutsche Raumfahrtausstellung (Morgenröthe-Rautenkranz)
- Hermann-Oberth-Raumfahrt-Museum (Feucht)

### Textilindustrie
- Alte Weberei (Nordhorn)
- Deutsches Knopfmuseum (Bärnau)
- Deutsches Textilmuseum (Krefeld-Linn)
- Felto – Filzwelt Soltau (Soltau)
- Maschenmuseum Albstadt
- Museum für textile Kunst (Hannover)
- Museum Plauener Spitze (Plauen)
- Staatliches Textil- und Industriemuseum (Augsburg)
- Textilmuseum Haus Cromford (Ratingen)
- Textilmuseum Mindelheim (Mindelheim)
- Textilmuseum Die Scheune (Hombergen) (Nettetal)
- Textilmuseum der Brennet AG (Wehr (Baden))
- Tuchfabrik Müller (Rheinisches Industriemuseum) (Euskirchen)
- Tuchmacher-Museum Bramsche (Bramsche)
- Tuchmuseum Lennep (Remscheid)
- Tuch und Technik Textilmuseum Neumünster
- Westfälisches Industriemuseum (Textilmuseum Bocholt) (Bocholt)
- NINO-Hochbau (Nordhorn)
- Westsächsisches Textilmuseum (Crimmitschau)
- Wiesentäler Textilmuseum (Wiesental)

### Verkehr
Siehe auch: Liste von Verkehrsmuseen
- Deutsches Technikmuseum Berlin (Berlin)
- Kutschenmuseum Hinterstein (Bad Hindelang)
- Kutschenmuseum Trenkamp (Steinfeld (Oldenburg))
- MAN-Museum (Augsburg)
- Mecklenburgisches Kutschenmuseum (Kobrow)
- Museum Achse, Rad und Wagen (Wiehl)
- Technische Sammlung Hochhut (Frankfurt-Gallus)
- Unimog-Museum (Gaggenau)
- Verkehrsmuseum Dresden (Dresden)
- Verkehrsmuseum Nürnberg (Nürnberg)

#### Automobil
- Audi museum mobile (Audi) (Ingolstadt)
- August Horch Museum (Zwickau)
- Auto- und Technikmuseum Sinsheim (Sinsheim)
- Automobil Museum Dortmund (Dortmund)
- Automobilmuseum Dresden, Schwerpunkt IFA (Dresden)
- Automobilmuseum von Fritz B. Busch (Wolfegg)
- automobile welt eisenach (Eisenach)
- Automuseum Dr. Carl Benz (Ladenburg)
- Automuseum Melle (Melle)
- BMW-Museum (München)
- Deutsches Automuseum (Langenburg)
- Deutsches Fahrzeugmuseum Fichtelberg (Fichtelberg)
- Deutsches Technikmuseum Berlin (Berlin)
- EFA-Museum für Deutsche Automobilgeschichte (Amerang)
- Erwin-Hymer-Museum (Bad Waldsee)
- Kraftfahrzeug- und Technik-Museum Cunewalde (Cunewalde)
- Mercedes-Benz Museum (Stuttgart-Bad Cannstatt)
- Merks Motor Museum (Nürnberg)
- Museum für sächsische Fahrzeuge (Chemnitz)
- Nationales Automuseum – The Loh Collection (Dietzhölztal)
- Opel-Museum (Herne)
- Porsche-Museum (Stuttgart-Zuffenhausen)
- Siku-Museum (Stadtlohn)
- Silberhorn Classics (Nürnberg)
- Zentrum für Automobilkultur (Bremen-Überseestadt)

#### Eisenbahn
Siehe Liste von Eisenbahnmuseen, Museumsbahn, Museumsbahnhof

#### Straßenbahn

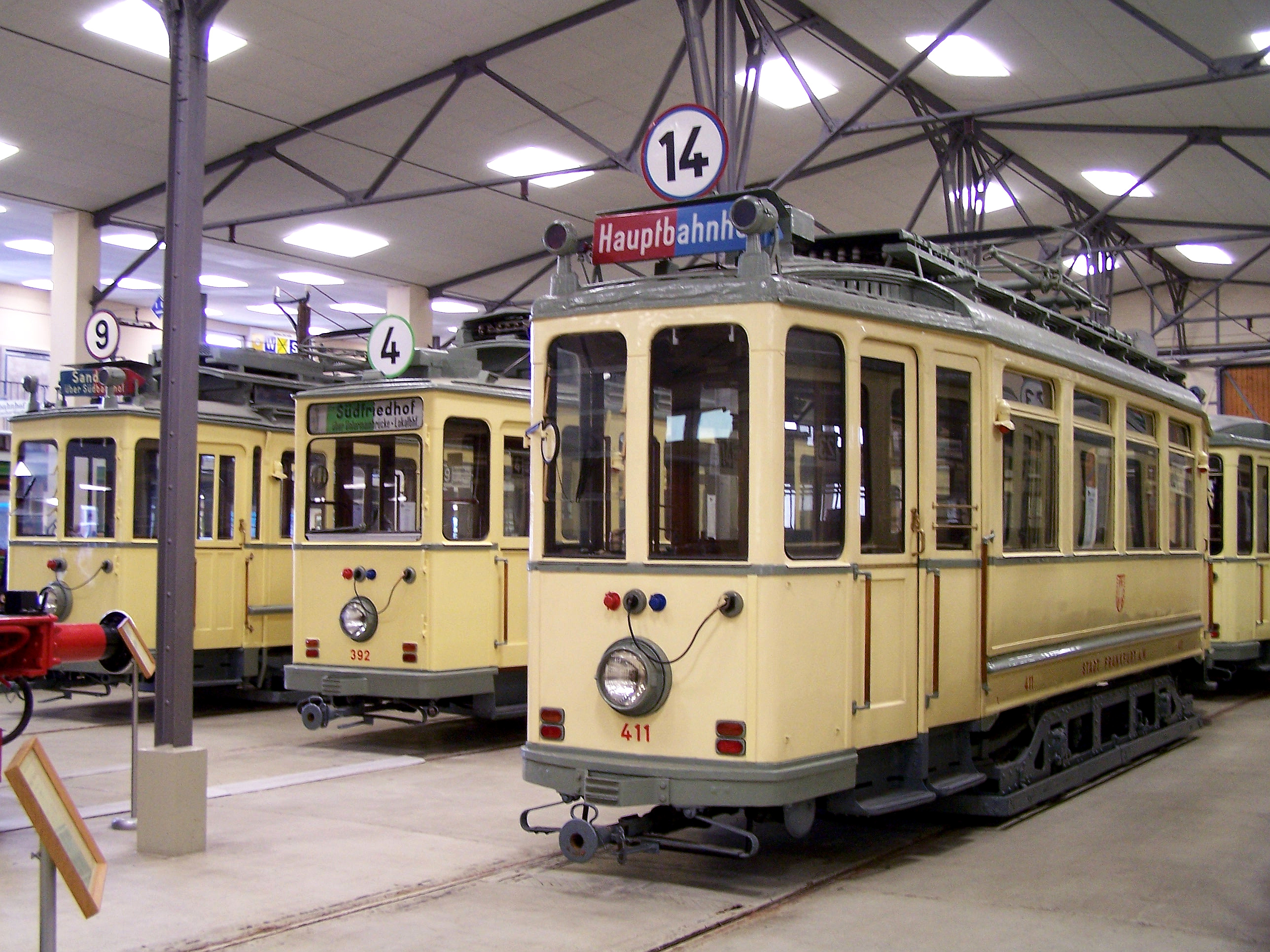
C-, D- und F-Triebwagen in der Westhalle des Verkehrsmuseums in Frankfurt-Schwanheim

- Hannoversches Straßenbahn-Museum (Sehnde b. Hannover)
- Historisches Straßenbahndepot St. Peter (Nürnberg)
- Nahverkehrsmuseum Dortmund (Dortmund)
- Straßenbahnmuseum Bremen (Bremen)
- Straßenbahnmuseum Dresden (Dresden)
- Straßenbahnmuseum Leipzig (Leipzig)
- Straßenbahn-Museum Thielenbruch (Köln)
- Straßenbahnmuseum (Stuttgart)
- Verkehrsmuseum (Frankfurt-Schwanheim)
- Eisenbahnmuseum Weimar mit Straßenbahnwagen aus der DDR (Weimar)

#### Luftfahrt

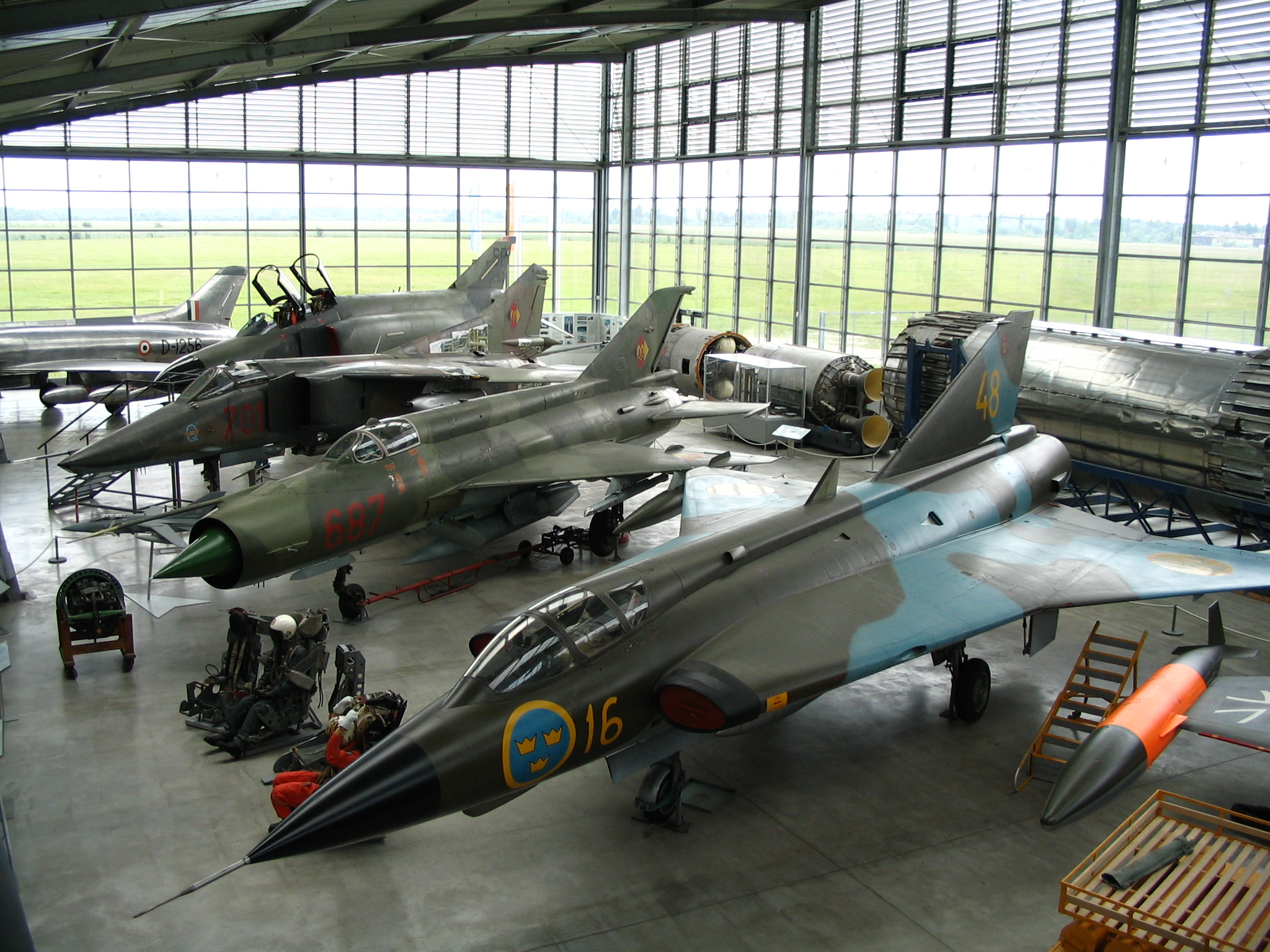
Kampfflugzeuge in der Flugwerft Schleißheim in Oberschleißheim

- Aeronauticum (Wurster Nordseeküste – OT Nordholz)
- Auto- und Technikmuseum Sinsheim (Sinsheim)
- Deutsche Luftfahrt Sammlung (Berlin)
- Deutsches Segelflugmuseum auf der Wasserkuppe (Gersfeld)
- Deutsches Technikmuseum Berlin (Berlin)
- Dornier-Museum (Friedrichshafen)
- Flugausstellung Hermeskeil (Hermeskeil)
- Flugwelt Altenburg-Nobitz (Altenburg)
- Flughafenmuseum Butzweilerhof (Köln)
- Flugwerft Schleißheim – Außenstelle des Deutschen Museums (Oberschleißheim)
- Hubschraubermuseum (Bückeburg)
- Luftfahrt-Museum Laatzen-Hannover (Laatzen)
- Luftfahrtmuseum Wernigerode (Wernigerode)
- Militärhistorisches Museum Flugplatz Berlin-Gatow (Berlin)
- Otto-Lilienthal-Museum (Anklam)
- Technikmuseum Hugo Junkers (Dessau)
- Technik-Museum Speyer (Speyer)
- Welt der Luftfahrt (Hannover)
- Zeppelinmuseum Friedrichshafen (Friedrichshafen)
- Zeppelin-Museum Zeppelinheim (Neu-Isenburg/Zeppelinheim)

#### Schifffahrt

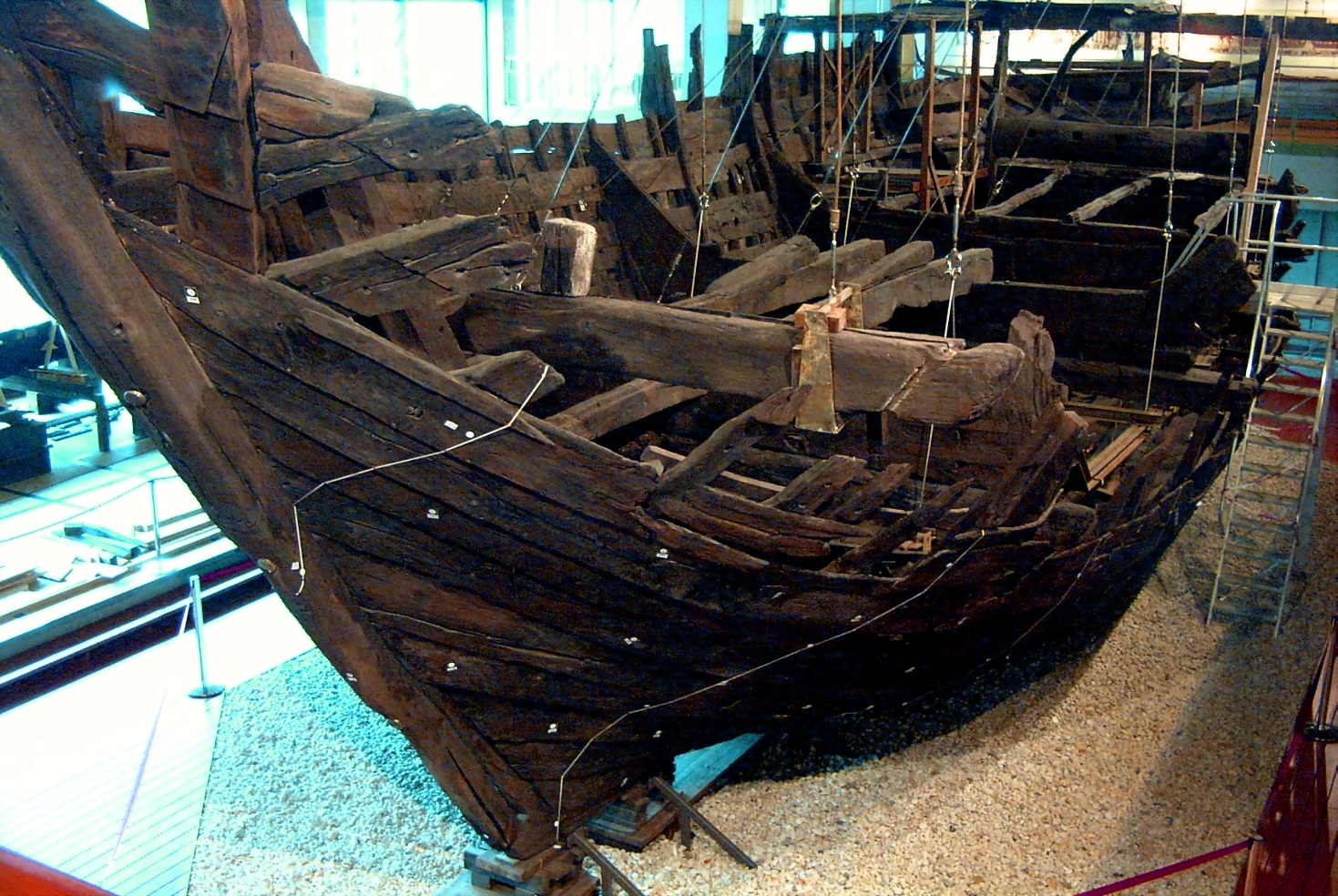
Die Bremer Kogge von 1380 im DSM in Bremerhaven

- Ausstellung Hafen und Schifffahrt (Dortmund)
- Binnenschifffahrtsmuseum (Oderberg) (Oderberg)
- Deutsches Schifffahrtsmuseum (Bremerhaven)
- Deutsches Technikmuseum Berlin (Berlin)
- Donau-Schiffahrts-Museum Regensburg (Regensburg)
- Elbschifffahrtsmuseum (Lauenburg/Elbe)
- Hafenmuseum Speicher XI (Bremen, Überseestadt)
- Historischer Hafen Berlin (Berlin)
- Internationales Maritimes Museum Hamburg (Hamburg)
- Kehdinger Küstenschifffahrtsmuseum (Wischhafen)
- Kettendampfer Gustav Zeuner (Magdeburg)
- Museum der Deutschen Binnenschifffahrt (Duisburg)
- Museum für Antike Schifffahrt (Mainz)
- Museum Starnberger See (Starnberg)
- Rheinmuseum Emmerich (Emmerich am Rhein)
- Rhein-Museum Koblenz (Koblenz)
- Schifffahrtsmuseum (Düsseldorf) (Düsseldorf)
- Schifffahrtsmuseum Rostock (Rostock)
- Schifffahrtsmuseum (Kiel)
- Schifffahrtsmuseum und Museumshafen Flensburg (Flensburg)
- Schiffahrtsmuseum Nordfriesland (Husum)
- Schiffahrtsmuseum der oldenburgischen Unterweser (Brake)
- Schifffahrts- und Schiffbaumuseum (Wörth am Main)
- Schiffshebewerk Henrichenburg im Schleusenpark Waltrop (Westfalen)
- Schiffshebewerke in Lüneburg (Niedersachsen), Niederfinow (Brandenburg), Rothensee bei Magdeburg
- Buddelschiffmuseum (Neuharlingersiel)
- Windstärke 10: Wrack- und Fischereimuseum (Cuxhaven)

#### Zweirad
- Zweiradmuseum (Pleidelsheim) (Pleidelsheim)
- Deutsches Zweirad- und NSU-Museum (Neckarsulm)
- Meininger Zweiradmuseum (MZM/Meiningen)

##### Fahrrad
- Deutsches Fahrradmuseum (Bad Brückenau)
- Fahrradmuseum Barrien[36] (Syke)
- Fahrradmuseum Dresden (Dresden) (geschlossen)
- Fahrradmuseum Hüttenheim[37] (Willanzheim)
- Museum für sächsische Fahrzeuge (Chemnitz)
- Pedalwelt[38] (Heimbuchenthal)
- RadHaus (Einbeck)
- Radsportmuseum Course de la Paix (Kleinmühlingen)
- Fahrradmuseum Hof Westermeier (Salzkotten)[39]
- Fahrradmuseum Uelzen[40]
- Radsportmuseum Wünsdorf (Wünsdorf) (geschlossen)
- Rheinhessisches Fahrradmuseum (Gau-Algesheim)
- VELOCIUM (Weinböhla)

##### Motorrad
- DDR Museum: Motorrad
- 1. Deutsches Motorrollermuseum (Rüdesheim am Rhein)
- Motorradmuseum Ibbenbüren (Ibbenbüren)
- Niederrheinisches Motorradmuseum (Moers)
- Motorradmuseum Augustusburg (Augustusburg)
- Motorradmuseum Nürnberg (Nürnberg)
- Museum für sächsische Fahrzeuge (Chemnitz)

## Militär
- Bayerisches Armeemuseum (Ingolstadt)
- Blüchermuseum Kaub (Kaub)
- Deutsches Panzermuseum (Munster)
- Deutsches U-Boot-Museum (Cuxhaven)
- Deutsches Klingenmuseum (Solingen)
- Deutsches Marinemuseum (Wilhelmshaven)
- Garnisonmuseum Nürnberg (Nürnberg)
- Marine-Ehrenmal Laboe (Kieler Förde)
- Marinemuseum Dänholm (Stralsund)
- Militärhistorisches Museum der Bundeswehr (Dresden)
- Militärhistorisches Museum Flugplatz Berlin-Gatow (Berlin)
- Museum Hürtgenwald 1944 (Vossenack)
- Rüstkammer (Dresden)
- Sperrmauer Museum Edersee (Hemfurth)
- Technikmuseum U-Boot Wilhelm Bauer (Bremerhaven)
- U-Bootmuseum (Hamburg): Russisches U-Boot der Tango-Klasse
- Wehrgeschichtliche Ausstellung der Marineschule Mürwik (Flensburg-Mürwik)
- Wehrtechnische Studiensammlung der Bundeswehr (Koblenz)

## Persönlichkeiten

### Politiker und Monarchen
- Österreich-Ungarn
  - Elisabeth Eugenie Amalie (Sisi): Museum im Zentrum für Außergewöhnliche Museen (München)
- Ludwig Erhard Zentrum (Fürth)
- Otto-König-von-Griechenland-Museum (Ottobrunn)
- Heuss, Theodor: Theodor-Heuss-Haus (Stuttgart)

### Industrielle
- Daimler, Gottlieb: Geburtshaus (Schorndorf)
- Henschel sechs Generationen: Museum (Kassel)

### Komponisten
- Bach, Johann Sebastian: Bachhaus Eisenach
- Bach, Johann Sebastian: Bach-Archiv Leipzig
- Bach, Wilhelm Friedemann: Wilhelm-Friedemann-Bach-Haus (Halle)
- Brahms, Johannes: Johannes-Brahms-Museum (Hamburg)
- Beethoven, Ludwig van: Beethoven-Haus (Bonn)
- Händel, Georg Friedrich: Händel-Haus (Halle (Saale))
- Hoffmann, E. T. A.: E. T. A. Hoffmann-Haus (Bamberg)
- Keiser, Reinhard: Reinhard Keiser Gedenkstätte (Teuchern) (dort auch Gedenken an Johann Christian Schieferdecker, Johann David Heinichen und Johann Friedrich Fasch)
- Mendelssohn Bartholdy, Felix: Mendelssohn-Haus (Leipzig)
- Mozart, Wolfgang Amadeus: Mozarthaus/Mozartgedenkstätte (Augsburg)
- Reger, Max: Max-Reger-Archiv (Meiningen)
- Xaver und Philipp Scharwenka, Scharwenka: Scharwenka Kulturforum / Musikermuseum / Scharwenka Archiv (Bad Saarow)
- Schütz, Heinrich: Heinrich-Schütz-Haus (Weißenfels)
- Schütz, Heinrich: Heinrich-Schütz-Haus (Bad Köstritz)
- Schumann, Robert und Clara: Schumann-Haus (Leipzig)
- Schumann, Robert: Robert-Schumann-Haus (Zwickau)
- Telemann, Georg Philipp: Telemann-Museum (Hamburg)
- Wagner, Richard: Richard-Wagner-Museum (Bayreuth)
- Weber, Carl Maria von: Carl-Maria-von-Weber-Museum (Dresden)

### MalerundBildhauer
- Dürer, Albrecht: Albrecht-Dürer-Haus (Nürnberg)
- Ernst, Max: Max Ernst Museum Brühl (Brühl (Rheinland))
- Janssen, Horst: Horst-Janssen-Museum (Oldenburg (Oldb))
- Lettl, Wolfgang: Lettl-Atrium (Augsburg)
- Kolbe, Georg: Georg Kolbe Museum (Berlin)
- Kollwitz, Käthe: Käthe-Kollwitz-Museum Berlin, Käthe Kollwitz Museum Köln, Käthe-Kollwitz-Haus Moritzburg
- Macke, August: August-Macke-Haus (Bonn)
- Meistermann, Georg: Georg-Meistermann-Museum (Wittlich)
- Modersohn, Otto: Otto-Modersohn-Museum (Tecklenburg)
- Modersohn-Becker, Paula: Paula Modersohn-Becker Museum (Bremen)
- Modersohn, Otto und Modersohn-Becker, Paula: Museum im Modersohn-Haus (Worpswede)
- Nolde, Emil: Nolde-Haus (Seebüll)
- Nussbaum, Felix: Felix-Nussbaum-Haus (Osnabrück)
- Picasso, Pablo: Kunstmuseum Pablo Picasso Münster (Münster)
- Purrmann, Hans: Purrmann-Haus (Speyer)
- Runge, Philipp Otto: Rungehaus (Wolgast)

### Philosophen
- Hegel, Georg Wilhelm Friedrich: Hegelhaus (Stuttgart)
- Heidegger, Martin: Martin-Heidegger-Museum (Meßkirch)
- Marx, Karl: Karl-Marx-Haus (Trier)

### SchriftstellerundDichter

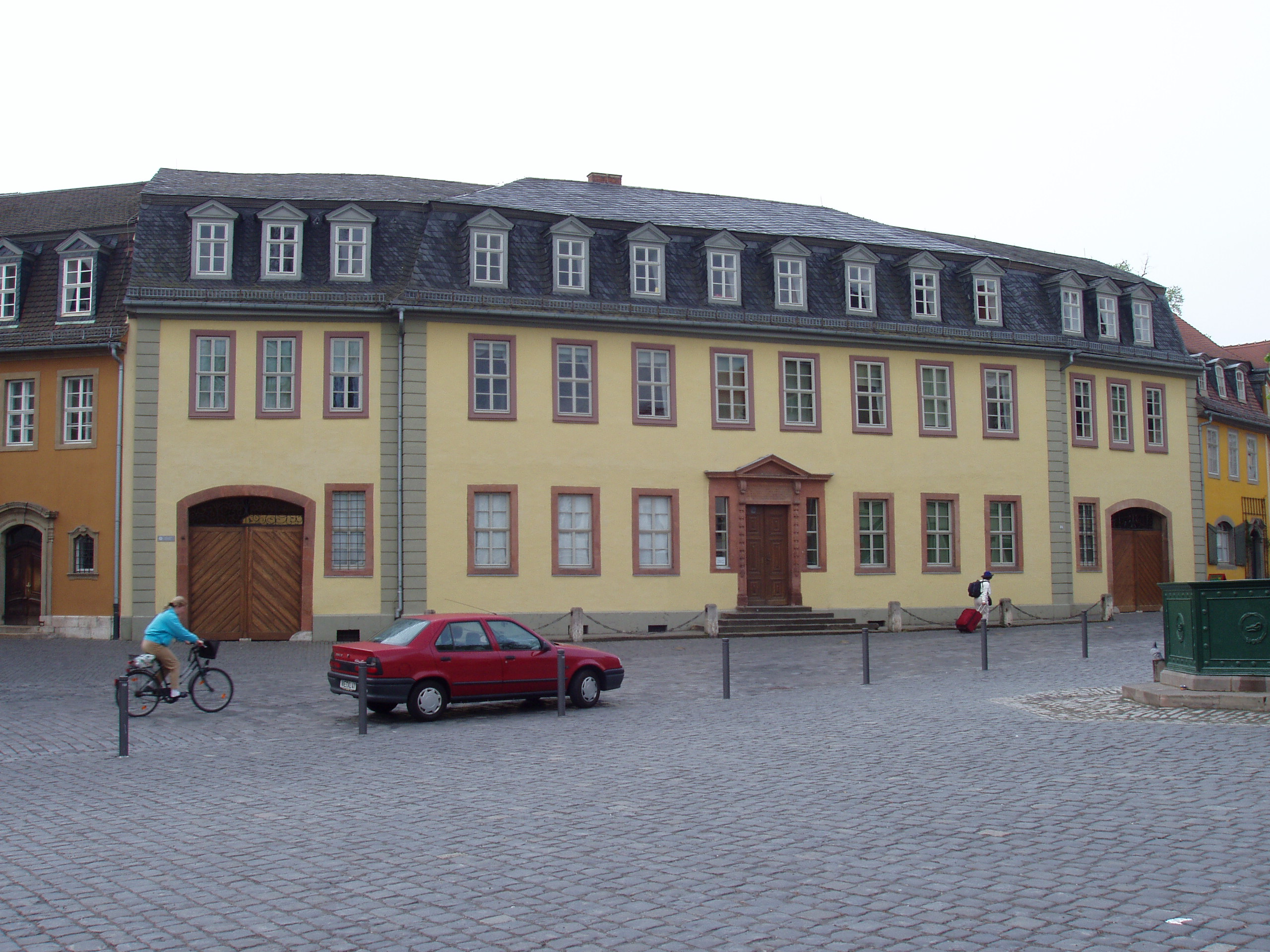
Goethe-Nationalmuseum in Weimar

- Arndt, Ernst Moritz: Ernst-Moritz-Arndt-Haus (Bonn)
- Brecht, Bertolt: Brechthaus (Augsburg)
- Fleißer, Marieluise: Marieluise-Fleißer-Dokumentationsstätte (Ingolstadt)
- Gleim, Johann Wilhelm Ludwig: Gleimhaus (Halberstadt)
- Goethe, Johann Wolfgang von: Goethe-Nationalmuseum (Weimar), Goethe-Haus (Frankfurt am Main), Goethe-Gedenkstätte (Jena), Goethe-Museum (Düsseldorf)
- Hauptmann, Gerhart: Gerhart-Hauptmann-Museum (Erkner)
- Hebbel, Friedrich: Hebbel-Museum (Wesselburen)
- Heine, Heinrich (eigtl. Harry): Heinrich-Heine-Institut und Museum (Düsseldorf)
- Hoffmann, E. T. A.: E. T. A. Hoffmann-Haus (Bamberg)
- Hoffmann von Fallersleben, August Heinrich: Hoffmann-von-Fallersleben-Museum (Wolfsburg)
- Jünger, Ernst: Jünger-Haus (Wilflingen)
- Kästner, Erich: Erich Kästner Museum (Dresden)
- Kleist, Heinrich von: Kleist-Museum (Frankfurt (Oder))
- Körner, Theodor: Theodor-Körner-Museum in den Mahn- und Gedenkstätten Wöbbelin (Wöbbelin)
- Kraszewski, Józef Ignacy: Kraszewski-Museum (Dresden)
- Mann, Thomas und Heinrich: Buddenbrookhaus – Heinrich-und-Thomas-Mann-Zentrum (Lübeck)
- May, Karl: Karl-May-Museum (Radebeul)
- May, Karl: Karl-May-Haus (Hohenstein-Ernstthal)
- Schiller, Friedrich: Schiller-Nationalmuseum (Marbach am Neckar), Schiller-Geburtshaus (Marbach am Neckar), Schillerhäuschen (Dresden), Schillers Gartenhaus (Jena)
- Schopenhauer, Arthur: Schopenhauer-Archiv (Frankfurt am Main)

### Theologen
- Luther, Martin: Lutherhaus (Wittenberg), Lutherstiege (Augsburg)
- Melanchthon, Philipp: Melanchthonhaus (Bretten), Melanchthonhaus (Wittenberg)

### WissenschaftlerundTechniker
- Haekel, Ernst: Ernst-Haeckel-Haus (Jena)
- Lilienthal, Otto: Otto-Lilienthal-Museum (Anklam)
- Palitzsch, Johann George: Palitzsch-Museum (Dresden-Prohlis)
- Reis, Philipp: Philipp-Reis-Museum (Friedrichsdorf)
- Röntgen, Wilhelm Conrad: Deutsches Röntgen-Museum (Remscheid)
- Röntgen, Wilhelm Conrad: Röntgen-Gedächtnisstätte (Würzburg)

## Sonstiges
- Anti-Kriegs-Museum (Berlin)
- Atlantis Kindermuseum (Duisburg)
- Blindenmuseum (Hannover), Dialogmuseum (Frankfurt am Main)
- Deutsches Tapetenmuseum (Kassel)
- Deutsches Zollmuseum (Hamburg)
- EXPOseeum – Das Museum der EXPO 2000 (Hannover)
- Museum Frauenkultur (Fürth)
- Friedensmuseum Nürnberg (Nürnberg)
- Hugenotten-Museum (Bad Karlshafen)
- Kinder-Akademie Fulda (Fulda)
- Kindermuseum Nürnberg (Nürnberg)
- Laubenmuseum (Nürnberg)
- Mondo mio! Kindermuseum (Dortmund)
- Münzkabinett (Dresden)
- Münzkabinett der TUI-AG (Hannover)
- Orientalisches Münzkabinett (Jena)
- Museum für Alltagsgeschichte (Brühl)
- Nissen-Haus – Museum für Deichbau und Deutsche Auswanderung, benannt nach dem Gründer. (Husum)
- Schwules Museum (Berlin)
- Sparkassenmuseum (Dresden)
- Deutsches Spielkartenmuseum (Leinfelden-Echterdingen)
- Steuermuseum (Finanzgeschichtliche Sammlung der Bundesfinanzakademie, seit 1995) (Brühl)
- Wasserwerk am Hochablass (Augsburg)
- Zentrum für Außergewöhnliche Museen (München)
  - Osterhasen-Museum
  - Parfumflakon-Museum
  - Schutzengel-Museum
- wortreich (Bad Hersfeld)
- Zirkusmuseum (Preetz)

### Essen und Trinken
- Altmühltaler Schnapsmuseum (Eichstätt)
- 1. Deutsches Bratwurstmuseum (Holzhausen (Amt Wachsenburg))
- Besteckfabrik Hesse Technisches Museum (Fleckenberg)
- Brauereimuseum Barre’s Brauwelt (Lübbecke)
- Bonbon-Museum (Vaihingen an der Enz)
- Brauerei-Museum Dortmund (Dortmund)
- Museum Brot und Kunst (Ulm)
- Conditorei-Museum (Kitzingen)
- Deutsches Currywurst Museum Berlin (Berlin), seit Dezember 2018 geschlossen
- Deutsches Fleischermuseum (Böblingen)
- Deutsches Kartoffelmuseum (Fußgönheim)
- Deutsches Klingenmuseum Bestecke (Solingen)
- Deutsches Kochbuchmuseum (Dortmund)
- Deutsches Museum für Kochkunst und Tafelkultur (Frankfurt am Main)
- Erstes Deutsches Bananenmuseum (Sierksdorf, Schleswig-Holstein)
- Europäisches Spargelmuseum (Schrobenhausen)
- Henriette-Davidis-Museum (Wetter)
- Kartoffel-Museum (München)
- Museum für Kaffeetechnik (Emmerich am Rhein)
- Niedersächsisches Spargelmuseum (Nienburg/Weser)
- Rummuseum (Flensburg)
- Spargelmuseum Schlunkendorf (Schlunkendorf bei Beelitz)
- Weizenglasmuseum Nürnberg (Nürnberg)
- Westfalen Culinarium, bestehend aus vier Museen mit westfälischen Spezialitäten: dem Käsemuseum, dem Westfälischen Schinkenmuseum, dem Brotmuseum (mit speziell Pumpernickel) und dem Bier- und Schnapsmuseum in Nieheim bei Höxter
- WOK – World of Kitchen Museum – Europas größtes Küchenmuseum (Hannover)

Siehe auch:
- Liste aktiver Brauereimuseen
- Liste von Weinbaumuseen

### Spielzeug
- Deutsches Spielemuseum Chemnitz
- Deutsches Spielzeugmuseum (Sonneberg)
- Erzgebirgisches Spielzeugmuseum Seiffen (Seiffen/Erzgeb.)
- Hessisches Puppenmuseum (Hanau)
- Mitspielzeugmuseum (Leipzig)
- Puppenmuseum Coburg (Coburg) (1987–2022)
- Puppenmuseum Dresden (Dresden)
- Puppenmuseum Falkenstein (Hamburg)
- Spielmuseum Soltau (Soltau)
- Spielzeugmuseum Görlitz (Görlitz)
- Spielzeugmuseum Hamburg (Hamburg)
- Spielzeugmuseum Hüllhorst-Schnathorst[41]
- Spielzeugmuseum Ingolstadt (Ingolstadt)
- Spielzeugmuseum im Havelland (Kleßen-Görne)
- Spielzeugmuseum Nürnberg (Nürnberg)
- Spielzeugmuseum im Alten Schloss Sugenheim (Sugenheim)
- Spielzeugmuseum Trier (Trier)
- Städtisches Museum Zirndorf (Zirndorf)
- Teddymuseum (Hof)
- Teddy- und Puppenmuseum (Steinheim)
- Tretautomuseum im Zentrum für Außergewöhnliche Museen (München)
- Siku-Museum (Stadtlohn)

Siehe auch:
- Liste von Puppenmuseen

### Sport
- Kanumuseum (Augsburg)
- Borusseum (Dortmund)
- Club-Museum (Nürnberg)
- Deutsches Fußballmuseum (Dortmund)
- Deutsches Sport & Olympia Museum (Köln)
- Eintracht-Frankfurt-Museum (Frankfurt am Main)
- Eishockeymuseum mit der „Hall of Fame Deutschland“ (Augsburg)
- Eishockeymuseum Hemer (Hemer)[42]
- Museum des Hamburger Sportvereins (Hamburg)
- Skimuseum Augsburg (Augsburg)
- Sportmuseum Leipzig (Leipzig)

## (Thematisch unsortiert)
- Alf-Lechner-Museum (Ingolstadt)
  - Außenstelle „Abteilung Erster Weltkrieg“
- Flachsmuseum (Wegberg-Beeck)
- Burgenmuseum (Nideggen)
- Dackelmuseum (Regensburg)
- Deutsches Bernsteinmuseum (Ribnitz-Damgarten)
- Residenzschloss Dresden (Dresden)
- Geldmuseum der Deutschen Bundesbank (Frankfurt am Main)
- Gerätemuseum des Coburger Landes (Ahorn (Landkreis Coburg))
- Iserhatsche Bispingen
- Museum der Universität Tübingen
- Museum des Teltow (Wünsdorf)
- Museum of Modern Electronic Music (Frankfurt am Main)
- Pfundsmuseum (Kleinsassen)
- Schokoladen-Museum (Köln)
- Reichstagsmuseum (Regensburg)
- Rock’n’popmuseum (Gronau (Westf.))